# François Rabelais
Vous lisez un « bon article » labellisé en 2014.
« Rabelais » redirige ici. Pour les autres significations, voir Rabelais (homonymie).
François Rabelais (également connu sous deux anagrammes de son nom : Alcofribas Nasier ou bien Serafin Calobarsy — où « Françoys » est écrit en moyen français), né à la Devinière à Seuilly, près de Chinon (dans l'ancienne province de Touraine), en 1483 ou en 1494 selon les sources, et mort à Paris le 9 avril 1553, est un écrivain français humaniste de la Renaissance.
Ecclésiastique et anticlérical, chrétien considéré par certains comme libre-penseur, médecin et ayant l'image d'un bon vivant, les multiples facettes de sa personnalité semblent parfois contradictoires. Pris dans la tourmente religieuse et politique de la Réforme, Rabelais se montre à la fois sensible et critique vis-à-vis des grandes questions de son temps. Par la suite, les regards portés sur sa vie et son œuvre ont évolué selon les époques et les courants de pensée.
Admirateur d'Érasme, maniant la parodie et la satire, Rabelais lutte en faveur de la tolérance, de la paix, d'une foi évangélique et du retour au savoir de l'Antiquité gréco-romaine, par-delà ces « ténèbres gothiques » qui caractérisent selon lui le Moyen Âge, reprenant les thèses de Platon pour contrer les dérives de l'aristotélisme. Il s'en prend aux abus des princes et des hommes d'Église, et leur oppose d'une part la pensée humaniste évangélique, d'autre part la culture populaire, paillarde, « rigolarde », marquée par le goût du vin et des jeux, manifestant ainsi une foi chrétienne humble et ouverte, loin de toute pesanteur ecclésiastique.
Son réquisitoire à l'encontre des théologiens de la Sorbonne et ses expressions crues, parfois obscènes, lui attirent les foudres de la censure des autorités religieuses, surtout à partir de la publication du Tiers Livre. Il partage avec le protestantisme la critique de la scolastique et du monachisme, mais le réformateur religieux Jean Calvin s'en prend également à lui en 1550.
Ses œuvres majeures, comme Pantagruel (1532) et Gargantua (1534), qui tiennent à la fois de la chronique, du conte avec leurs personnages de géants, de la parodie héroï-comique, de l'épopée et du roman de chevalerie, mais qui préfigurent aussi le roman réaliste, satirique et philosophique, sont considérées comme une des premières formes du roman moderne.

## Biographie

### De la campagne tourangelle à la vie monastique

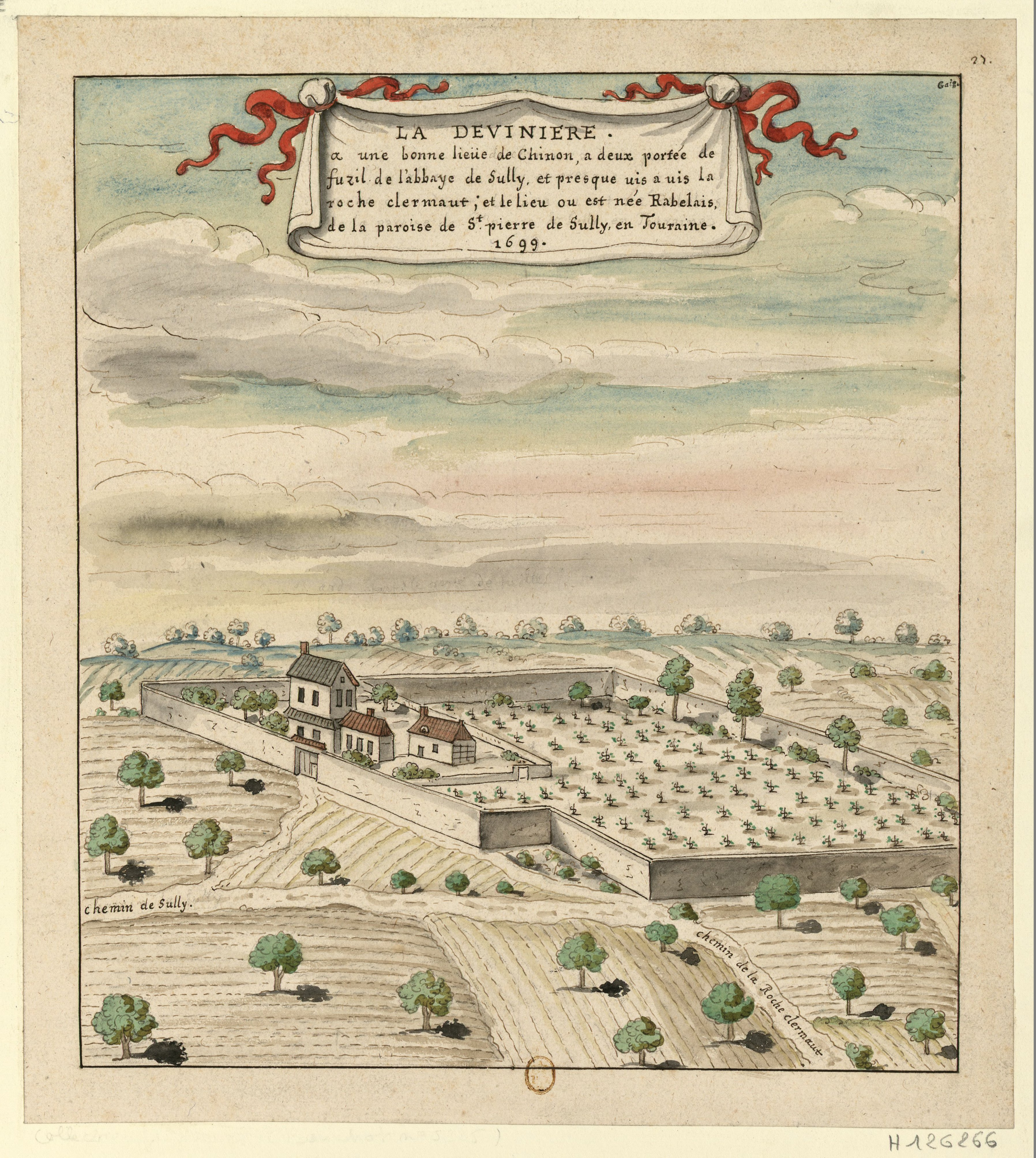
La Devinière, lieu d'enfance de l'écrivain.

Selon une tradition qui remonte à Roger de Gaignières (1642-1715), le fils du sénéchal et avocat Antoine Rabelais naît au domaine de la Devinière à Seuilly, près de Chinon en Touraine. Aucune preuve n'indique avec certitude les dates de naissance et de mort de Rabelais. En 1905, Abel Lefranc postule l'année 1494 en s'appuyant sur le fait que Gargantua voit le jour un mardi gras ayant lieu aux alentours du 3 février. Une lettre adressée à Guillaume Budé va également dans ce sens car Rabelais s'y nomme adulescens, terme latin s'appliquant au jeune homme de moins de trente ans, mais il s'agit peut-être d'une simple marque de modestie,. Les chercheurs s'accordent davantage sur 1483, en raison d'une copie de son épitaphe indiquant sa mort le 9 avril 1553 à l'âge de 70 ans. Jean Dupèbe a néanmoins découvert une pièce notariale portant sur la succession de Rabelais en date du 14 mars 1553. Selon une troisième hypothèse avancée par Claude Bougreau, il serait né le 5 mai 1489, ainsi qu'il le déduit d'une étude du chapitre 40 du Tiers-Livre.
Son enfance se déroule probablement de manière similaire aux bourgeois aisés de son temps, bénéficiant de l'enseignement médiéval : le trivium (grammaire, rhétorique, dialectique) et le quadrivium (arithmétique, géométrie, musique, astronomie). Selon un témoignage rédigé au XVIIe siècle par Bruneau de Tartifume, Rabelais commence sa vie de cordelier au couvent de la Baumette avant de rejoindre celui du Puy Saint-Martin à Fontenay-le-Comte. Il se lie alors avec Pierre Lamy, franciscain comme lui, et correspond avec Guillaume Budé. En 1523, ils voient tous deux leurs livres de grec confisqués, la connaissance de cette langue étant alors jugée dangereuse par la Sorbonne car supposée inciter à la libre interprétation du Nouveau Testament. En obtenant un indult du pape Clément VII, ils réussissent à obtenir la permission d'intégrer l'ordre des bénédictins, moins fermé à la culture profane. À l'abbaye Saint-Pierre-de-Maillezais, il rencontre l'évêque Geoffroy d'Estissac, prélat lettré nommé par François Ier. Ce dernier prend Rabelais comme secrétaire et le place sous sa protection. Quittant son habit de moine sans en demander officiellement l'autorisation, ce qui constitue alors un crime d'apostasie, Rabelais entreprend probablement un séjour à Paris entre 1528 et 1530, en commençant des études de médecine. Il entretient également une liaison amoureuse avec une veuve et devient père de deux enfants, légitimés en 1540.

### Vocation de médecin et premières œuvres littéraires

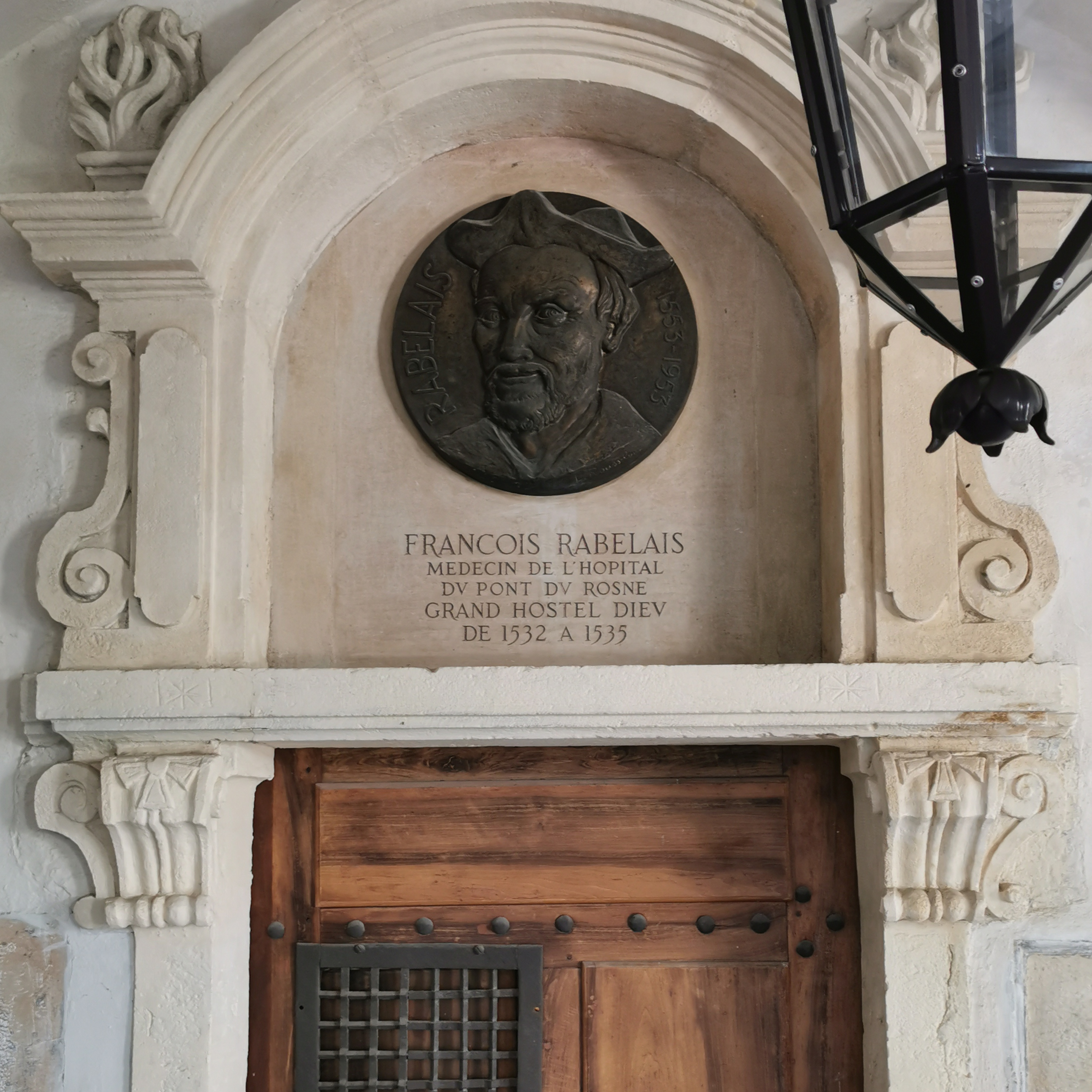
Rabelais est médecin de l'hôpital Hôtel-Dieu de Lyon de 1532 à 1535.

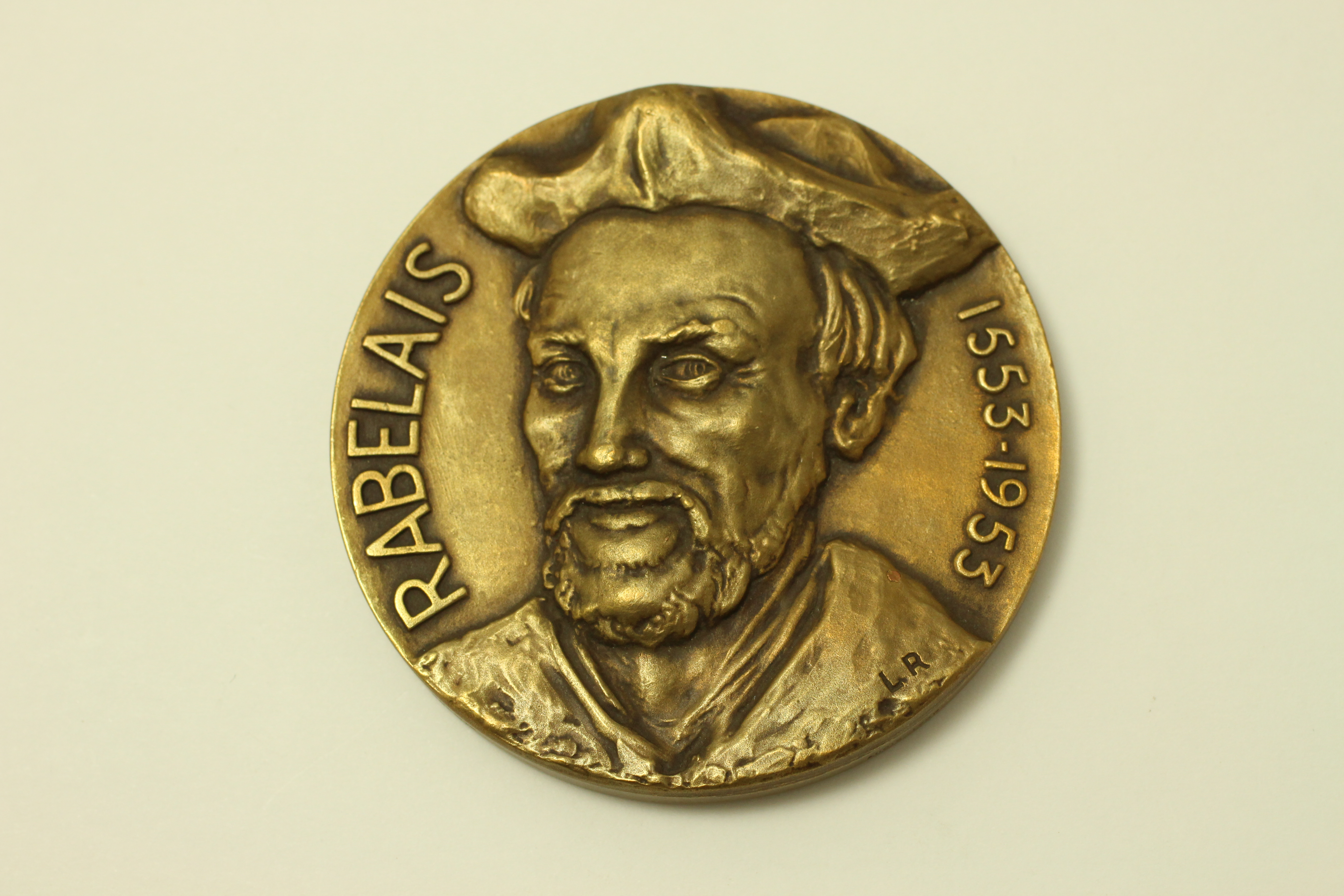
Médaille commémorative à l'effigie de Rabelais, conservée au Musée des Hospices civils de Lyon.

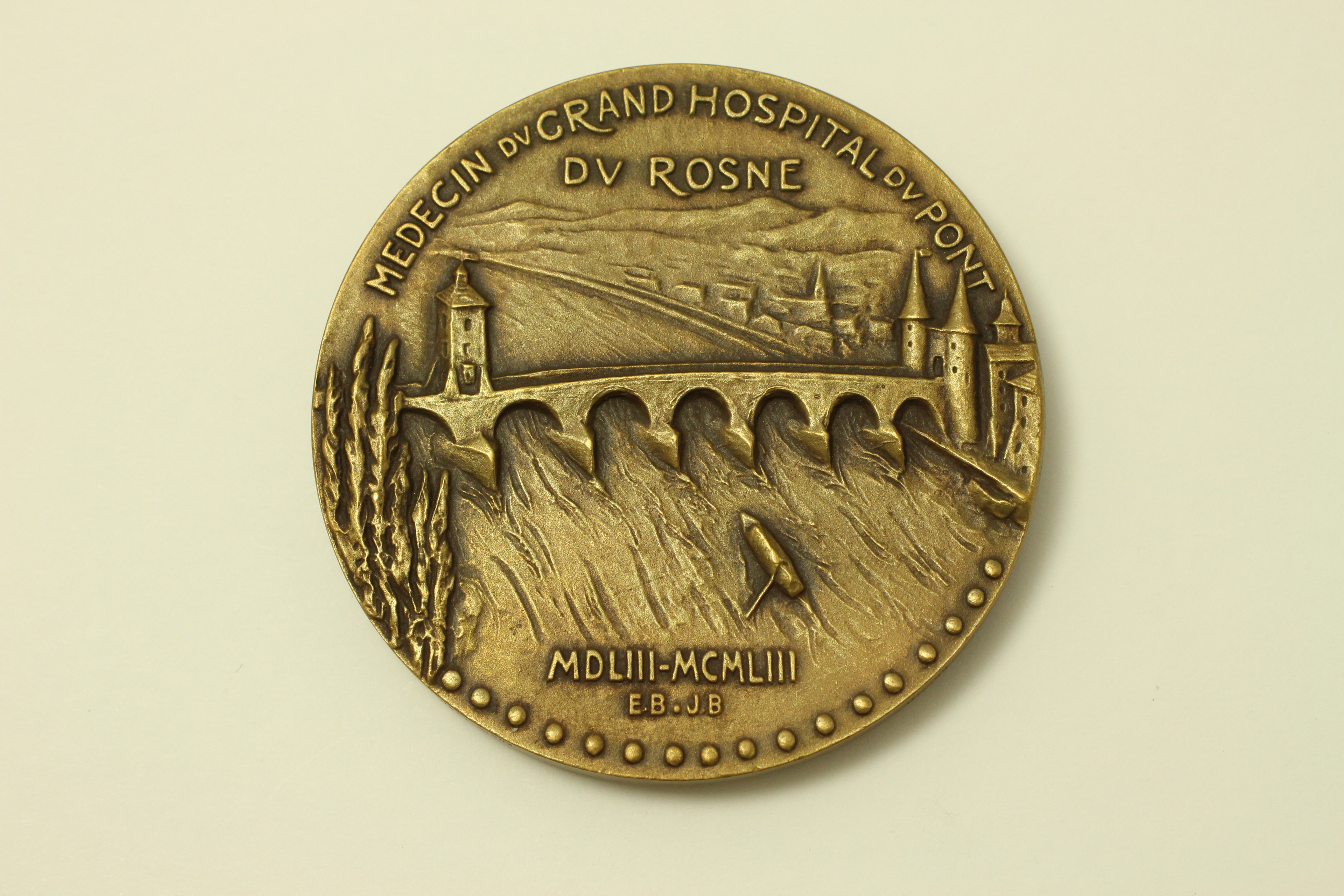
Revers de la médaille avec représentation du Pont du Rhône.

Rabelais consacre l'essentiel de sa carrière à la médecine, y développant son érudition sans apporter d'innovations majeures.
Le 17 septembre 1530, Rabelais s'inscrit à la Faculté de médecine de Montpellier, où il est reçu bachelier six semaines après. Le baccalauréat, correspondant alors au premier grade universitaire, suppose généralement plusieurs années de formation. Son obtention rapide s'explique par des connaissances livresques ou par d'hypothétiques études parisiennes antérieures. L'université jouit alors d'une excellente réputation parce qu'on y valorise l'expérience et, plus globalement, s'y joue le renouvellement de la discipline. Au printemps 1531, il consacre un enseignement aux commentaires des textes grecs des Aphorismes d'Hippocrate et de l'Ars parva de Galien. L'originalité de Rabelais ne tient pas dans le choix de ces auteurs, qui font autorité, mais dans la préférence qu'il accorde aux manuscrits grecs plutôt qu'à la vulgate latine découlant de traductions arabes. Il s'intéresse également à la botanique médicale, qu'il étudie avec Guillaume Pellicier, ou encore à l'anatomie, assistant au moins à une dissection organisée par Rondelet le 18 octobre 1530.
Au printemps 1532, Rabelais s'installe à Lyon (qu'il surnomme « Myrelingues la brumeuse »), grand centre culturel où fleurit le commerce de la librairie. Le 1er novembre, il est nommé médecin de l'Hôtel-Dieu de Notre-Dame de la Pitié du Pont-du-Rhône, où il exerce par intermittence. D'après le témoignage de ses amis, il acquiert une solide notoriété dans son domaine, comme l'atteste l'ode élogieuse de Macrin. Il figurera d'ailleurs en 1556 dans un répertoire de médecins illustres publié à Francfort-sur-l'Oder. Ces années lyonnaises s'avèrent fécondes sur le plan littéraire. Il publie chez l'imprimeur Sébastien Gryphe un choix des œuvres médicales précédemment annotées à Montpellier, édite les Lettres médicinales de Manardi et le Testament de Cuspidius. Cet opuscule juridique, comportant le testament d'un Romain et un contrat de vente de l'Antiquité, s'avère être une supercherie de deux humanistes italiens, découverte à la fin du XVIe siècle,. En 1532, Pantagruel sort des presses de Claude Nourry, sous le pseudonyme d'Alcofribas Nasier, parodiant l'ouvrage anonyme Grandes et inestimables chroniques du grant et enorme geant Gargantua, un recueil de récits populaires, de verve burlesque, s'inspirant de la geste arthurienne, publié à Lyon. Peut-être que Rabelais n'est pas étranger à l'écriture ou à l'édition de cet ouvrage encore énigmatique mais d'une qualité littéraire médiocre. Le succès immédiat de son premier roman l'incite sans doute à écrire, au début de 1533, la Pantagrueline Prognostication, almanach moqueur à l'égard des superstitions.
Le pseudonyme, dont le prénom est repris dans Gargantua, laisse supposer un désir de ne pas confondre ses ouvrages savants et ses fantaisies gigantales : « un savant médecin ne pouvait inscrire son nom sur la couverture d'un ouvrage si peu sérieux ». La mention « abstracteur de quinte essence » renvoie, quant à elle, à l'alchimie à la mode au XVIe siècle. Si ce premier roman s'inscrit dans une verve burlesque, il témoigne également déjà de la grande érudition de son auteur qui s'est plu à farcir le texte de références antiques et contemporaines.

### Voyages en Italie

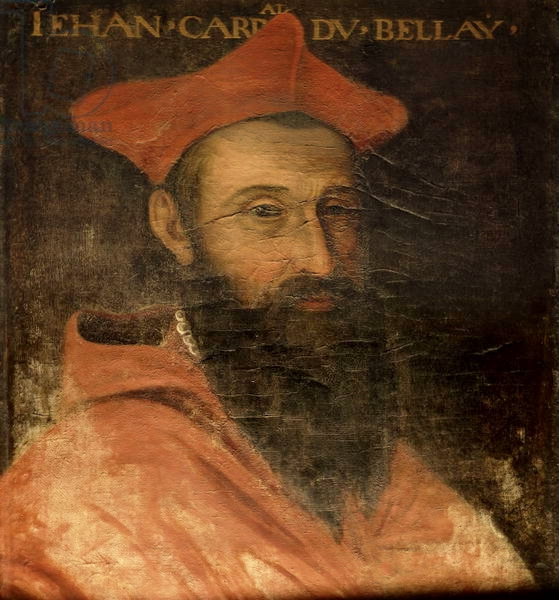
Les trois voyages de Rabelais à Rome sont placés sous la protection de Jean du Bellay.

Aucune preuve n'établit avec certitude l'époque de la rencontre entre Jean du Bellay et Rabelais. Toujours est-il que l'évêque de Paris se rend à Rome en ayant pour mission de convaincre le pape Clément VII de ne pas excommunier Henri VIII. Il engage alors Rabelais en janvier 1534 comme secrétaire et médecin jusqu'à son retour en avril. L'écrivain se passionne alors pour la composition de la ville et souhaite en établir un plan. Or, la même année paraît Topographia antiqua Romae de Bartolomeo Marliani, qu'il trouve supérieur à son projet, et transmet revu et corrigé chez Gryphe. La réédition du Pantagruel de 1534 s'accompagne de nombreuses corrections orthographiques, syntaxiques et typographiques innovantes, ainsi que d'ajouts révélateurs de la lutte contre la Sorbonne.
De février à mai 1535, dans un contexte houleux pour les évangéliques à la suite de l'affaire des Placards, Rabelais part brusquement de Lyon, ne laissant aucune trace. À la fin de 1534 ou au début de 1535 sort sa seconde parodie de roman de chevalerie, Gargantua, davantage imprégnée par l'actualité politique et favorable à la monarchie. En juillet, Jean du Bellay, nommé cardinal, toujours chargé de diplomatie, l'emmène de nouveau à Rome. Rabelais s'occupe également des affaires de son protecteur Geoffroy d'Estissac, lui servant entre autres d'agent de liaison.
Le 17 janvier 1536, un bref de Paul III autorise Rabelais à regagner un monastère bénédictin de son choix et à exercer la médecine, à condition de ne pas pratiquer d'opérations chirurgicales et de faire pénitence devant un confesseur à sa convenance. Il doit également rejoindre l'abbaye de Saint-Maur-des-Fossés, dont le cardinal est alors abbé commendataire. Les moines y devenaient des prêtres séculiers en raison de sa transformation en collégiale engagée en 1533.
En 1540, Rabelais part pour Turin dans la suite de Guillaume du Bellay, frère du cardinal, seigneur de Langey et gouverneur du Piémont. La même année, François et Junie, ses enfants nés hors du mariage, sont légitimés par Paul III. Le 9 janvier 1543, Langey meurt à Saint-Symphorien-en-Laye et Rabelais ramène son corps au Mans, où il est inhumé le 5 mars 1543. Le 30 mai suivant, Geoffroy d'Estissac meurt à son tour.

### Censure et dernières pérégrinations

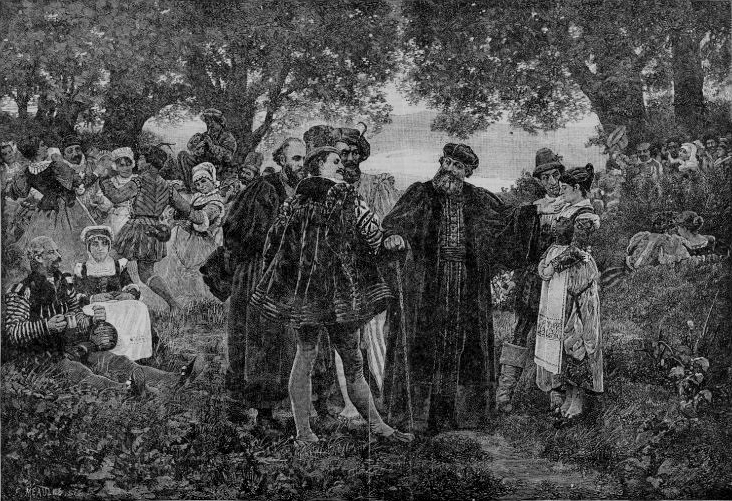
Reproduction d'un tableau de Jules Garnier.

Le 19 septembre 1545, Rabelais obtient un privilège royal pour l'impression du Tiers Livre, édité en 1546 chez Chrestien Wechel, qu'il signe de son propre nom. Les théologiens de la Sorbonne le condamnent alors pour hérésie, accusation évoquée dans l'épître dédicatoire du Quart Livre. Le 31 décembre 1546, le roman rejoint les deux précédents dans le catalogue des livres censurés par l'université.
En mars 1546, Rabelais fuit la France et se retire au plus tôt jusqu'en juin 1547, au plus tard au début de 1548, à Metz, ville libre impériale. Il entre au service de la cité, en tant que médecin ou conseiller. Il demeure chez Estienne Lorens dans le quartier de l'Ancienne Ville. L'édifice porte désormais son nom. Le Quart Livre conserve des souvenirs de cet intermède messin, notamment par le patois, les coutumes et les légendes de la ville, comme le Graoully.
En 1547, le roi Henri II succède à François Ier. Le cardinal Jean du Bellay est maintenu au Conseil Royal, et obtient la surintendance générale des affaires du royaume en Italie. Il se trouve à Rome de juillet 1547 à juillet 1550. Bien qu'aucun document ne rende compte de la durée exacte du séjour de Rabelais, celui-ci se trouve à ses côtés et l'aide notamment pour ses fouilles archéologiques.
Le 18 janvier 1551, le cardinal du Bellay octroie à Rabelais les cures de Saint-Martin de Meudon et de Saint-Christophe-du-Jambet. Il ne réside pas à Meudon, mais peut-être à Paris ou dans le château de Saint-Maur, encore en construction. L'image de l'humaniste en bon curé de cette ville est une légende tardive.

### Les derniers écrits

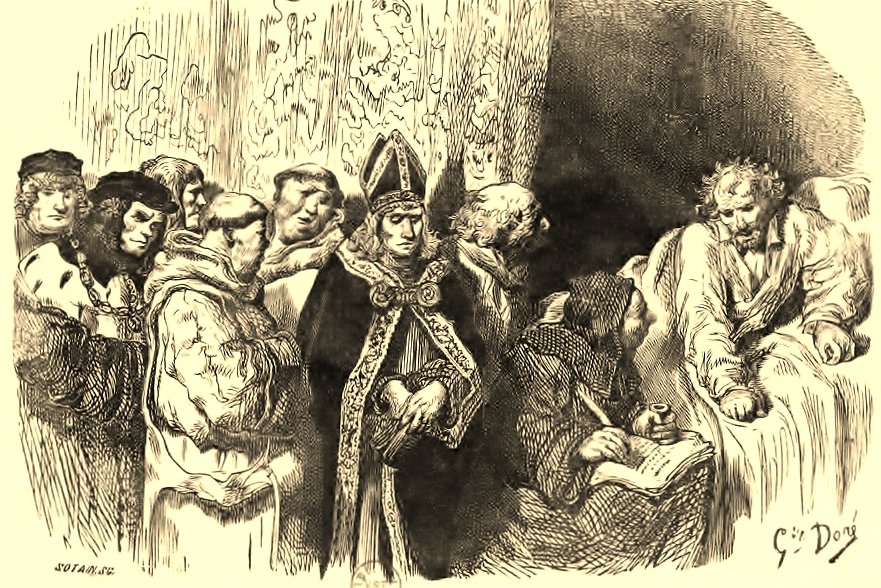
« Je vais quérir un grand peut-être » aurait répondu Rabelais à un page envoyé par du Bellay ou le cardinal de Lorraine.

En 1548, onze chapitres du Quart Livre sont publiés. Le 6 août 1550, Rabelais obtient du roi un privilège d'édition pour toutes ses œuvres, avec interdiction à quiconque de les imprimer ou de les modifier sans son consentement. Dans la même période, le contrôle s'accentue sur l'imprimerie avec l'édit de Châteaubriant dont une clause impose que chaque librairie détienne une copie du catalogue des livres interdits par la Sorbonne. Il y figure les trois premiers romans rabelaisiens. La condamnation par l'université n'empêche pas la circulation d'ouvrages bénéficiant d'un privilège royal.
La version intégrale du Quart Livre paraît en 1552, avec une lettre dédicacée à Odet de Coligny, le remerciant pour ses encouragements. Le Quart livre est censuré par les théologiens de la Sorbonne, et la publication en est suspendue pour deux semaines, par un arrêt du Parlement en date du 1er mars 1552, en attendant une nouvelle confirmation du roi.
Le 7 janvier 1553, Rabelais résigne ses cures. Il meurt à Paris, dans une maison de la rue des Jardins-Saint-Paul, le 9 ou 14 avril 1553, sa mort donnant lieu à de nombreuses légendes et anecdotes invraisemblables, telles ce testament burlesque « Je n'ai rien, je dois beaucoup, je donne le reste aux pauvres » ou cette déclaration apocryphe : « Tirez le rideau, la farce est jouée ». Il est enterré dans le cimetière de l'église Saint-Paul de Paris au pied d'un grand arbre,,.
Neuf ans après sa mort, seize chapitres d'un Cinquième Livre sont publiés, puis une publication intégrale en 1564, sans indication de lieu, ni de librairie. L'authenticité, partielle ou entière, de ce livre est un sujet de débats récurrents depuis lors. Toujours est-il qu'avec lui s'achève la geste pantagruélique et la quête de la Dive Bouteille.

## Œuvres

### Pantagruel

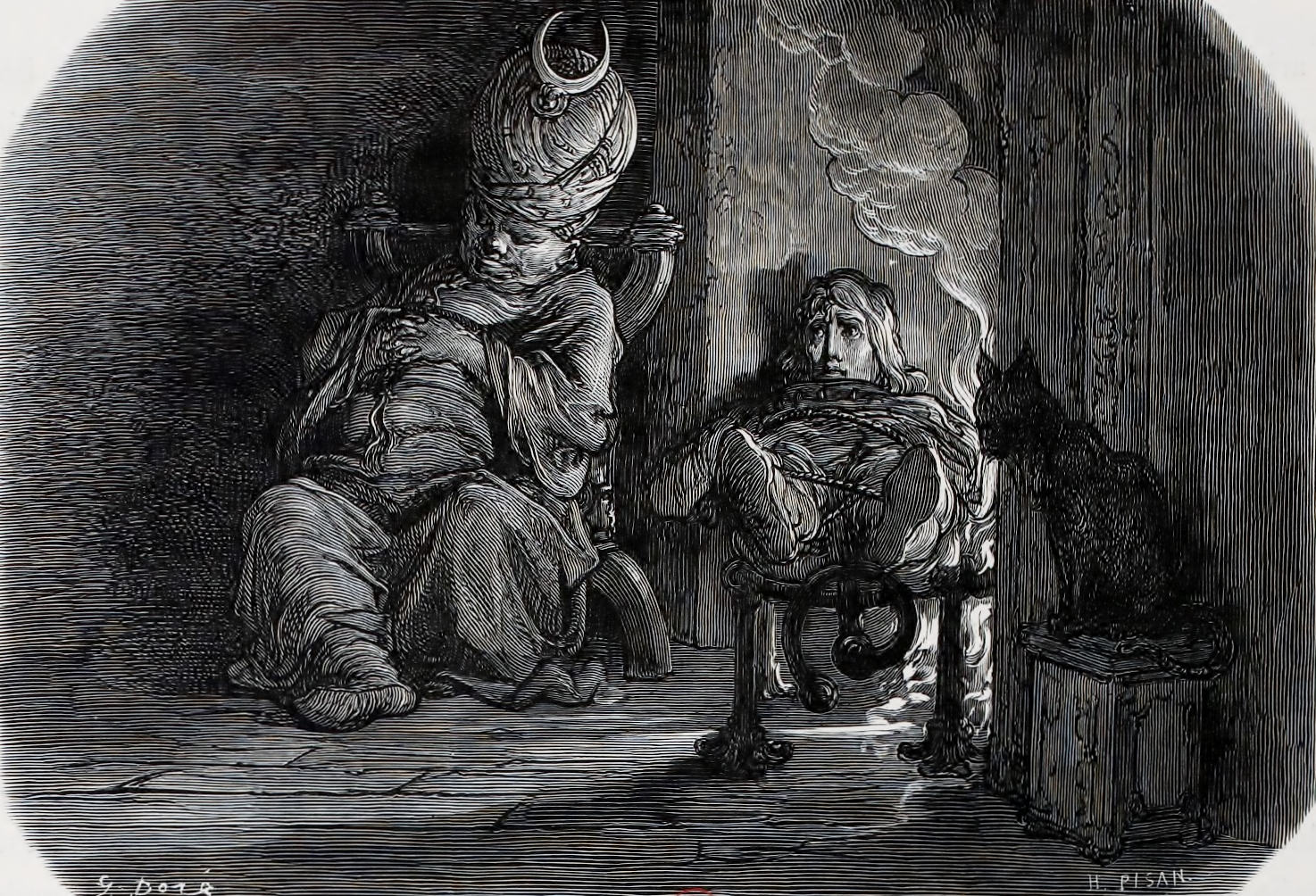
Selon lui, Panurge s'est trouvé embroché par les Turcs.

Publié en 1532, Pantagruel raconte sur un mode burlesque la vie du héros éponyme, reprenant la trame des romans de chevalerie : naissance, éducation, aventure et exploits guerriers. Le géant, fils de Gargantua et de Badebec, vient au monde lors d'une période de sécheresse qui lui donne son nom. Après une enfance placée sous le signe d'une faim insatiable et d'une force démesurée, il entreprend le tour des universités françaises. À Paris, l'épisode fameux de la librairie Saint-Victor écorne les adversaires des humanistes, comme Duns Scot ou Noël Béda, au travers d'un catalogue imaginaire. La lettre de Gargantua rend un hommage vibrant à la renaissance du savoir par-delà le Moyen Âge, exhortant son fils à devenir un « abysme de science ». Puis apparaît Panurge, qui devient le fidèle compagnon de Pantagruel. Ce personnage fourbe multiplie les farces cruelles, les tours pendables et les bouffonneries. Pantagruel prouve son talent de juge dans l'inintelligible procès entre Humevesne et Baisecul avant que Panurge ne montre sa propre habileté dans un simulacre de controverse en langue des signes avec Thaumaste. Les Dipsodes, gouvernés par le roi Anarche, envahissent le pays des Amaurotes, à savoir l'Utopie sur lequel règne Gargantua. Pantagruel part donc en guerre. Lui et ses compagnons triomphent de leurs ennemis par des ruses invraisemblables : piège de cordes pour faire chuter les 660 cavaliers, livraison d'euphorbe et de « coccognide », pour assoiffer l'ennemi contraint de boire. Peu après, Pantagruel triomphe de Loup Garou et de trois cents géants. Epistémon, soigné après une décapitation, raconte son séjour aux Enfers, où toute la hiérarchie terrestre est inversée. Les combats terminés, Pantagruel prend possession des terres des Dipsodes. Le narrateur explore ensuite le corps du géant, découvrant un autre monde. Il conclut l'ouvrage en promettant de raconter d'autres prouesses extraordinaires tout en invitant le lecteur de se garder des nuisibles hypocrites hostiles aux livres pantagruéliques.

### Gargantua

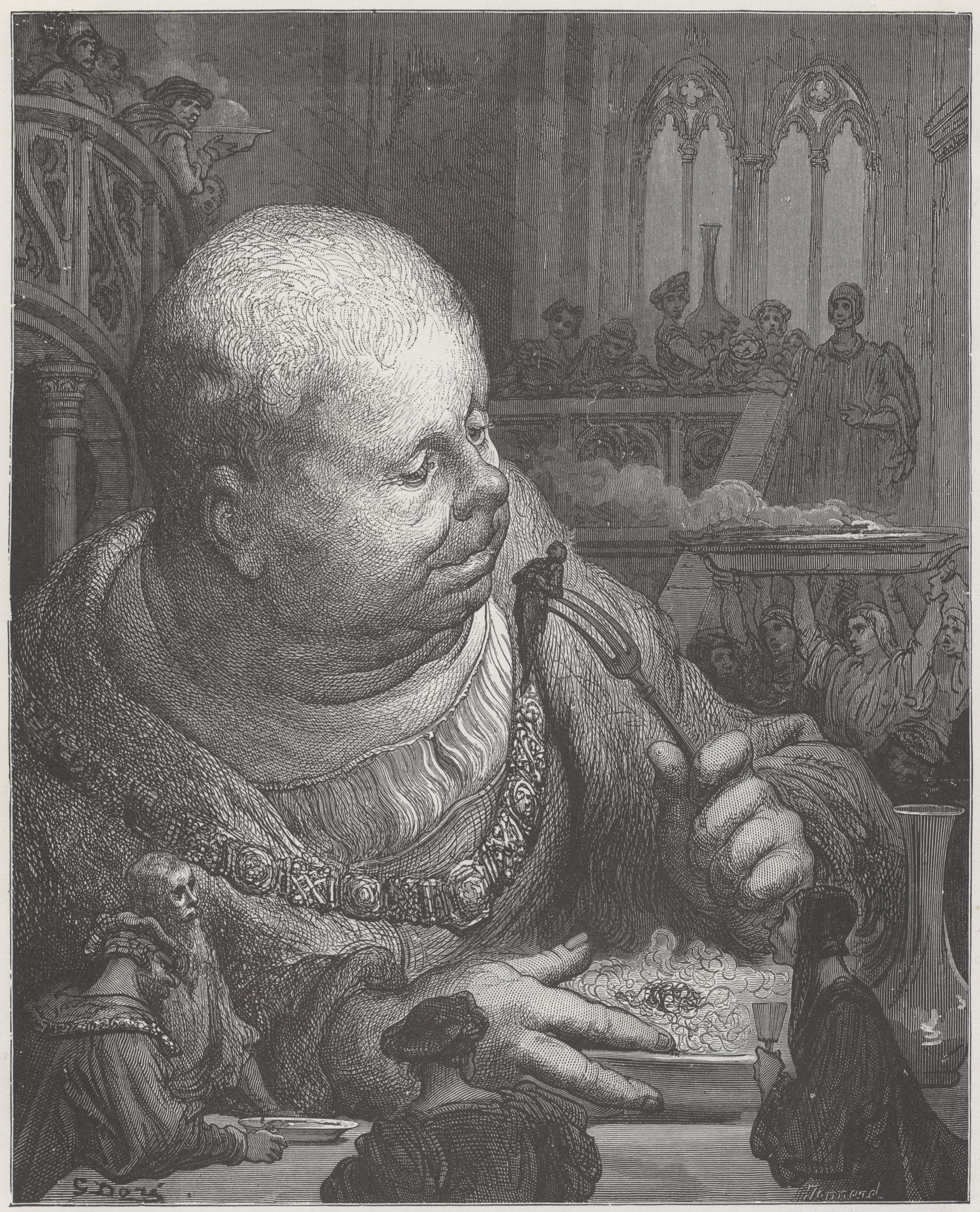
Les pèlerins mangés en salade - Illustration de Gustave Doré, 1873.

Le second roman de Rabelais, toujours publié sous le nom d'Alcofribas Nasier, pose des problèmes de datation, la critique actuelle hésitant entre 1533-1534 et 1535. En raison de la répression royale de 1534, cette question importe pour évaluer la hardiesse du propos. Gargantua, longtemps jugé mieux construit que Pantagruel, s'en démarque moins par une supériorité stylistique que par son didactisme plus prononcé. Dans le célèbre prologue, le narrateur avertit ses lecteurs de ne point s'arrêter au sens littéral mais d'interpréter le texte au-delà de son apparence frivole, et de chercher la « substantifique moelle » de ses écrits. L'auteur multiplie en effet les allusions aux événements ou interrogations de son époque. Le récit commence par annoncer la généalogie du héros mais ne donne à lire qu'un poème illisible, Les Fanfreluches antidotées.
Le passage suivant évoque la grossesse de Gargamelle, mère de Gargantua, en affirmant la possibilité de porter onze mois l'enfant dans son ventre,. Au fur et à mesure qu'il grandit, le géant se révèle ingénieux, en particulier lorsqu'il invente le torchecul, ce qui convainc son père Grangousier de lui trouver un précepteur. Il subit alors une éducation formaliste fondée sur un apprentissage mécanique, ce qui met en cause l'enseignement de la Sorbonne. Thubal Holoferne lui impose d'apprendre des traités par cœur et à l'envers, maître Jobelin lui lit une série d'ouvrages de scolastique médiévale. L'entrée en scène du précepteur Ponocrates est l'occasion d'introduire les idées humanistes en matière de pédagogie, substituant la rhétorique argumentative aux procédés syllogistiques. Gargantua, son nouveau maître et le page Eudemon sont envoyés à Paris au moyen d'une gigantesque jument. La curiosité étouffante des Parisiens contraint le prince à se réfugier sur les tours de Notre-Dame, avant de submerger la foule de son urine. Gargantua ayant dérobé les cloches de la cathédrale afin d'en faire des grelots pour sa monture, le sophiste Janotus de Bragmardo déclame une harangue maladroite pour qu'il les restitue, tournant involontairement en ridicule le style des sorbonnards. Ponocrates met en œuvre une éducation inspirée entre autres de Vivès et probablement de théoriciens italiens comme Vittorino de Feltre. Gargantua se livre aussi bien à des exercices intellectuels que physiques, apprenant à manier les armes comme à jouer de la musique.

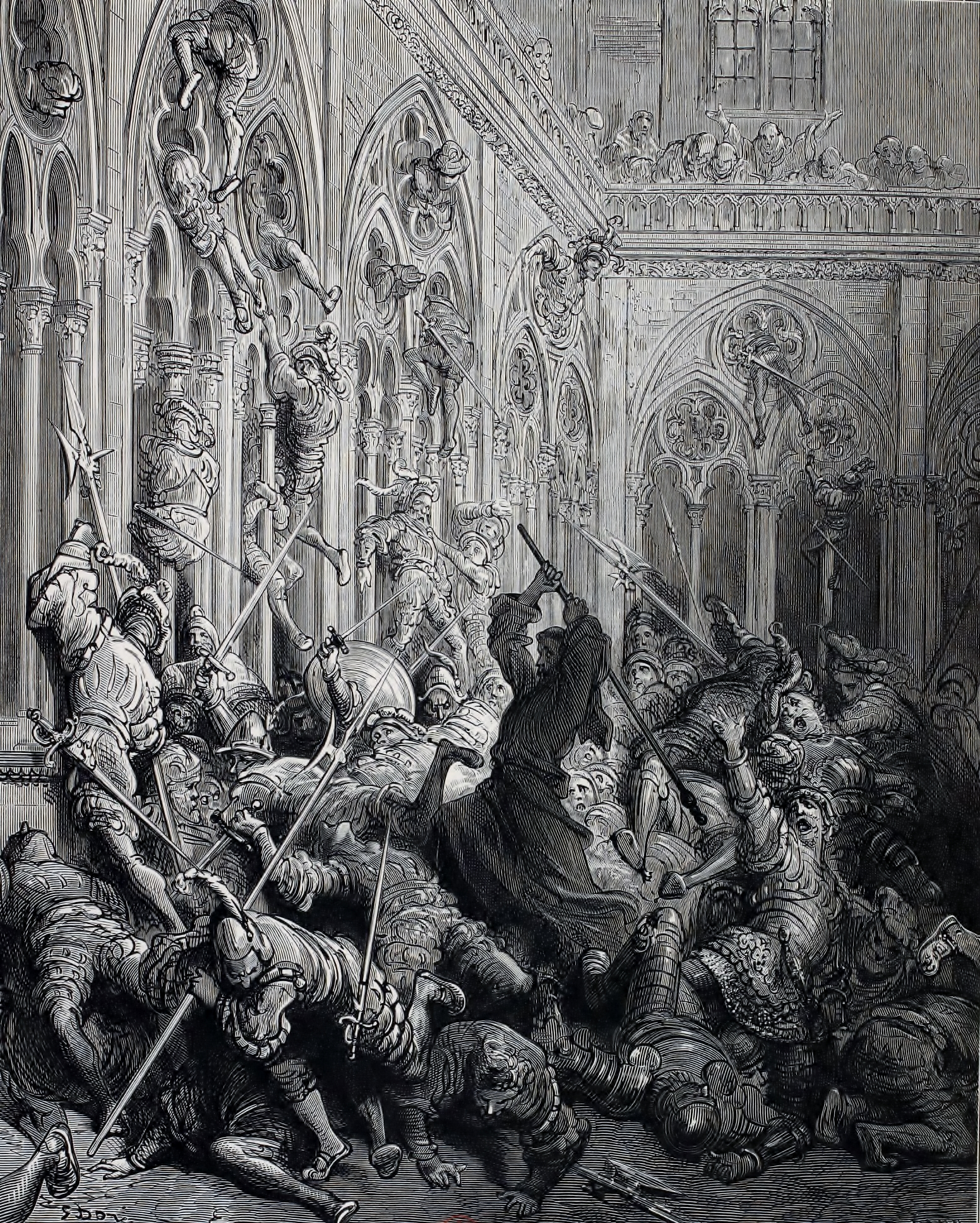
Frère Jean défend le clos de l'abbaye contre les soldats de Picrochole.

Les fouaciers de Lerné génèrent une rixe avec les viticulteurs du royaume. Vaincus, ils se plaignent au roi Picrochole qui décide de partir en guerre. L'attaque contre le clos de Seuillé échoue en raison de la défense de Frère Jean des Entommeures, moine haut en couleur qui rejoint les compagnons de Gargantua. Le regret de Grandgousier de partir au combat et ses tentatives diplomatiques pour l'éviter rejoignent les convictions d'Érasme. En revanche, les conseils expansionnistes des gouverneurs de Picrochole recèlent une satire des visées impérialistes de Charles Quint. Gargantua remporte l'assaut de la Roche Clermaud en suivant les progrès de l'art militaire, avec la rationalisation des manœuvres subordonnées au terrain. Gargantua se montre clément et magnanime en n'imposant que le travail de l'imprimerie à ses rivaux défaits et généreux envers ses alliés, en leur offrant des seigneuries, à Gymnaste, le Couldray, à Eudemon, Montpensier, à Tolmere, le Rivau, à Ithybole, Montsoreau, et à Acamas, Candes.
Pour récompenser Frère Jean, Gargantua ordonne la construction de l'abbaye de Thélème, dont le nom signifie « volonté » dans le grec du Nouveau Testament. Cet édifice à la forme d'hexagone regorge de richesses, par opposition à l'austérité traditionnelle en vigueur dans les ordres monastiques. Sa seule règle réside dans la formule « Fay ce que vouldras » inscrite sur son fronton. Michael Screech pense que « L'atmosphère générale de l’Église est celle d'un christianisme platonisant », et cela exprimerait, selon lui, les positions de Rabelais quant à la religion, s'intéressant principalement « à la liberté du chrétien qui a été libéré de la loi mosaïque ». Michael Screech rappelle également que « la liberté chrétienne était le cri de ralliement de tous ceux qui croyaient avec saint Paul que le Christ avait libéré l'homme de sa sujétion à la loi ». Ainsi Rabelais prônerait avant tout un retour aux valeurs essentielles du christianisme, se rattachant aux idées humanistes de son époque. La liberté des Thélémites va paradoxalement de pair avec une vie presque toujours partagée. Ils sont « biens naturés », c'est-à-dire vertueux, donc leur sens de l'honneur contrebalance la permissivité de la maxime.

### Tiers Livre

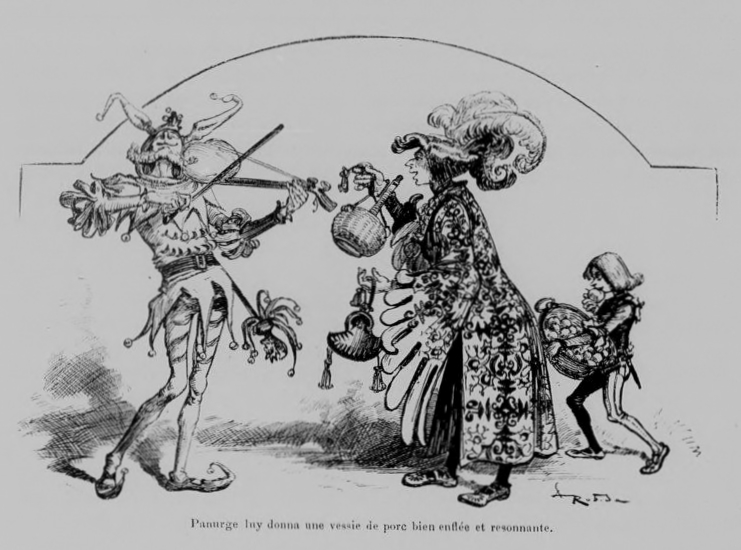
Après avoir en vain usé de la divination et consulté des savants, Panurge demande conseil au fou Triboulet.

Publié en 1546 sous le nom de François Rabelais, bénéficiant du privilège de François Ier et de celui d'Henri II pour l'édition de 1552, le Tiers Livre est, comme les précédents, condamné par la Sorbonne. À la forme de la chronique se substituent les discours des personnages, en particulier du dialogue entre Pantagruel et Panurge. En effet, ce dernier hésite à se marier, partagé entre le désir d'une femme et la crainte du cocuage. Il se livre alors à des méthodes divinatoires, telles l'interprétation des rêves et la bibliomancie, et consulte des autorités détenant un savoir révélé, comme la sibylle de Panzoust ou le muet Nazdecabre, des connaissances profanes, par exemple le théologien Hippothadée ou le philosophe Trouillogan, ou sous l'emprise de la folie, en l'occurrence Triboulet. Il est probable que plusieurs des personnages pressentis se réfèrent à des individus réels, Rondibilis incarnant le médecin Rondelet, l'ésotériste Her Trippa correspondant à Cornélius Agrippa. L'un des traits comiques du récit tient aux interprétations contradictoires auxquelles se livrent Pantagruel et Panurge, structure annoncée dès le chapitre III par l'éloge paradoxal des dettes.
Les caractères montrent également une évolution significative. Par rapport à Pantagruel, Panurge se révèle moins rusé et assez obtus dans sa prétention à retourner tous les signes à son avantage et dans son refus de prêter attention aux conseils qu'il sollicite. Abusé par sa « philautie », ou amour de soi, il accuse Her Trippa, aux présages funestes, du vice dont il fait lui-même preuve. Sa culture sert sa pédanterie, non sa sagesse. Inversement, Pantagruel gagne en pondération, perdant de son exubérance de géant.
Les protagonistes décident finalement de prendre la mer pour aller interroger l'oracle de la Dive Bouteille. Les derniers chapitres se consacrent à la louange du Pantagruelion, plante aux vertus miraculeuses, qui comprend des propriétés du chanvre et du lin. Le narrateur lui-même intervient dans le récit, le décrivant d'abord minutieusement comme un naturaliste inspiré par Pline et Charles Estienne, puis développant ses qualités avec un lyrisme nourri d'allusions mythologiques.

### Le Quart Livre

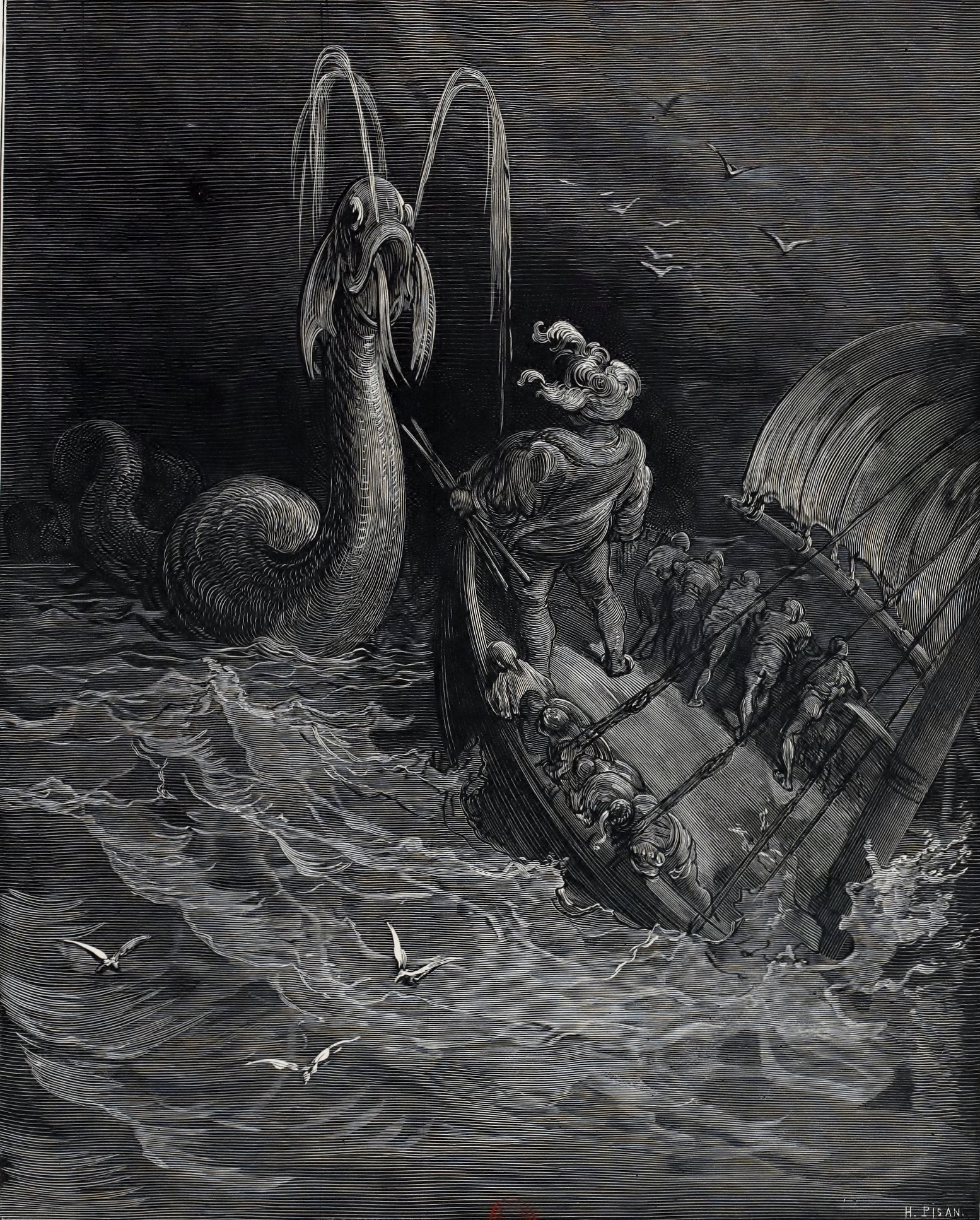
En mer, près de l'île Farouche, le Physetere, un monstre marin, attaque le navire de Pantagruel.

Une première édition brouillonne du Quart Livre paraît en 1548, comportant onze chapitres et de nombreuses coquilles. Son caractère négligé rend mystérieuses les circonstances d'une telle publication, surtout pour un auteur controversé. Le prologue dénonce les diffamateurs mais la suite du récit ne soulève aucune idée polémique. Néanmoins, il contient déjà des épisodes parmi les plus fameux de la geste rabelaisienne, à savoir la tempête en mer et les moutons de Panurge, ainsi que l'esquisse d'une trame narrative faite d'une odyssée erratique.
Le Quart Livre de 1552, imprimé par Michel Fezandat, relate donc le voyage de Pantagruel et de ses compagnons partis afin d'interroger l'oracle de la Dive Bouteille. Celle-ci, peu évoquée, constitue en réalité un prétexte pour l'exploration ou la simple évocation de quatorze îles dont l'atmosphère fantastique laisse transparaître les tourments de l'époque. La première escale, l'île de Medhamoti, ouvre ainsi sur le merveilleux par une foire fabuleuse : Epistémon achète une peinture des Idées de Platon, Pantagruel acquiert trois licornes. La verve comique de Rabelais se vérifie ensuite par l'épisode des moutons de Panurge, lors duquel le marchand Dindenault perd la totalité de son bétail, ou lors de la satire carnavalesque des Chicanous, qui gagnent leur vie en se faisant battre. L'étouffement au beurre de Bringuenarilles, sur l'île de Tohu et Bohu, donne l'occasion d'un catalogue de morts extraordinaires. Par son sujet, il rejoint la discussion sur l'île des Macraeons à propos des conceptions païennes et chrétiennes de l'immortalité de l'âme.
Rabelais reprend un motif traditionnel de la culture médiévale par la guerre des Andouilles : celles-ci, alliées à Mardi-Gras, attaquent Pantagruel parce qu'ils le confondent avec leur ennemi Quaresmeprenant. La rivalité entre les Papefigues, hostiles au Vatican et les Papimanes, adulateurs du pape, témoigne des tensions religieuses. Rabelais tourne en dérision la déification papale, de même que la prétendue sacralité des décrétales. La langue représente un thème essentiel du récit à de multiples reprises, notamment lors de la découverte d'Ennasin, où le nom des habitants déterminent leurs alliances et liens de parentés, et plus encore lors du prodige des paroles dégelées. Arrivé dans des eaux glaciales, l'équipage entend des sons sans en distinguer la provenance. Ce sont des paroles et des bruits restés emprisonnés dans la glace. Le refus de Pantagruel de conserver ces paroles en dénonce l'absurdité : le langage ne se thésaurise pas mais vit du contact entre les locuteurs.
Le voyage développe le thème de la mangeaille avec l'évocation d'un géant, messire Gaster. Sur son île, cette allégorie de la faim est révérée par des ventriloques, les Engastrimythes, et les Gastrolatres, obnubilés par leurs ventres. Cette ambivalente adoration stimule l'intelligence, générant des inventions tantôt bénéfiques (agriculture, charrettes), tantôt funestes (artilleries). Les protagonistes principaux se repaissent à leur tour devant l'île de Chaneph, habitée par des hypocrites. Le banquet auquel ils se livrent rappelle la cène et affirme une confiance paisible en Dieu qui contraste avec les pointes satiriques adressées à l'Église. Ganabin, dernière île du roman, abrite des larrons incitant à ne pas accoster. Pantagruel fait tirer un coup de canon afin de faire peur à Panurge, réfugié dans la cale du navire. Ce dernier se conchie de peur, avant de répliquer avec éloquence et gouaillerie sur son courage et ses excréments.

### Cinquième Livre(attribué à Rabelais)

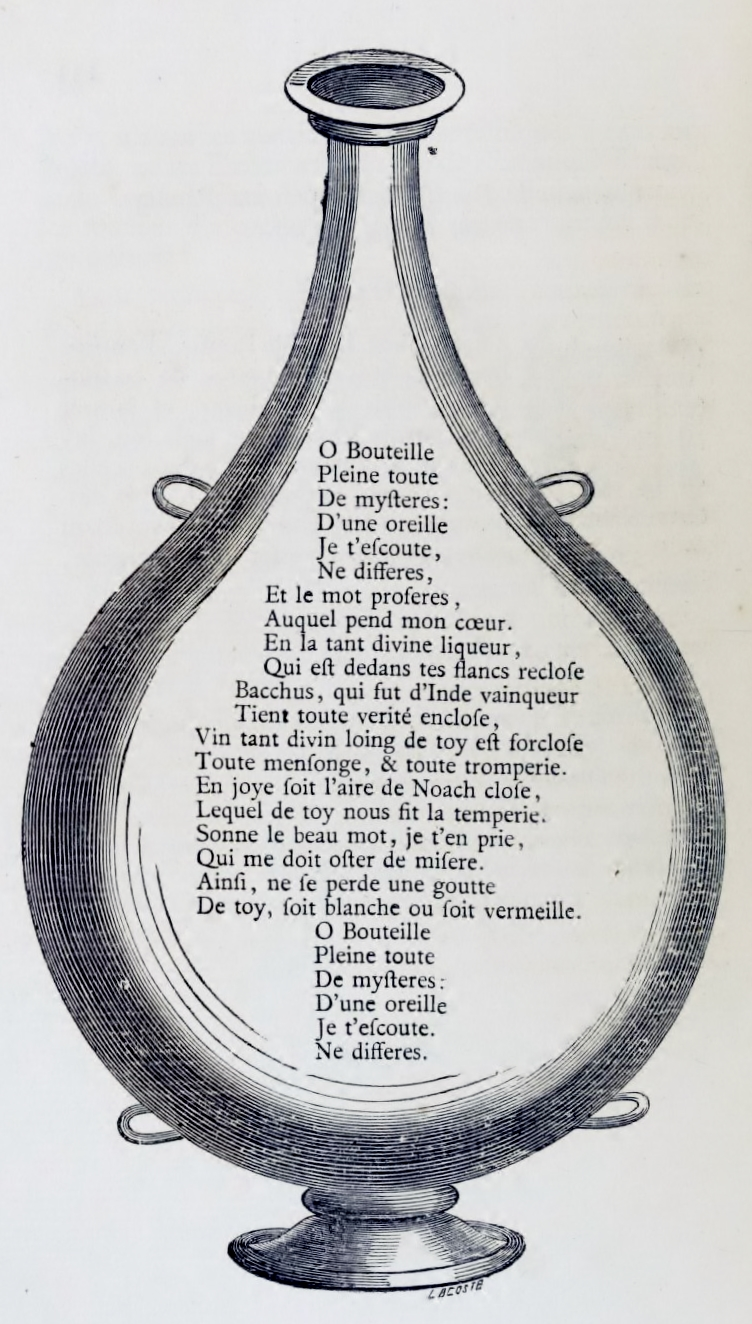
L'épilénie, ou ode bacchique, que chante la prêtresse Bacbec, pour recueillir le mot de la Dive Bouteille.

En 1562, soit neuf années après la mort de Rabelais, paraît L'Isle Sonnante, édition partielle du Cinquième Livre, constituée des 16 premiers chapitres. Une version de 47 chapitres voit le jour deux ans plus tard. Un manuscrit se trouve également conservé à la Bibliothèque Nationale. Dès le XVIIe siècle, l'authenticité de ce dernier opus se trouve remise en question. À la fin du XXe siècle coexistent encore des positions contraires en faveur ou non de l'attribution du texte à Rabelais, même s'il s'avère probable qu'il s'agisse de brouillons remaniés par les éditeurs.
Le Cinquième Livre voit la poursuite et l'aboutissement de la quête de la Dive Bouteille pour laquelle Pantagruel et ses compagnons voyagent en mer. Le récit alterne des épisodes satiriques et de purs exercices d'imagination, sur une tonalité souvent plus violente que les précédents romans. Le passage dans l'Île Sonnante, habitée par des oiseaux tels que les Cardingaux ou les Evesgaux, dénonce l'organisation temporelle d'un clergé oisif et sectaire. Après l'île des Ferrements, aux arbres à armes, et l'île de Cassade, évoquant les jeux de hasard, l'arrivée sur l'île des Chats-fourrez brosse un portrait sombre d'une justice corrompue et versatile. La navigation mène l'équipage vers le royaume de la Quinte Essence, pays où la reine Entéléchie cultive un art de la sagesse aux raffinements subtils, voire excessifs. Après être passé au large de l'île d'Odes, où « les chemins cheminent », le groupe rencontre les frères Fredons, moines au formalisme rigide, prétendument austères et vrais jouisseurs. Dans la terre d'illusion qu'est le pays de Satin, Ouy-dire dirige une école de rumeurs, d'opinions toutes faites et de calomnies. Après ces étapes teintées d'opprobres, les protagonistes se voient guidés par un habitant du Lanternois vers le temple de l'oracle, recouvert d'une fresque bacchique. Arrivés devant une fontaine, la prophétesse Bacbuc aide Panurge à recevoir le mot de la Dive Bouteille : « trinch », ce qui signifie Buvez, et, par cette exhortation à boire, incite à la recherche personnelle de la vérité.

### Almanachs et pronostications

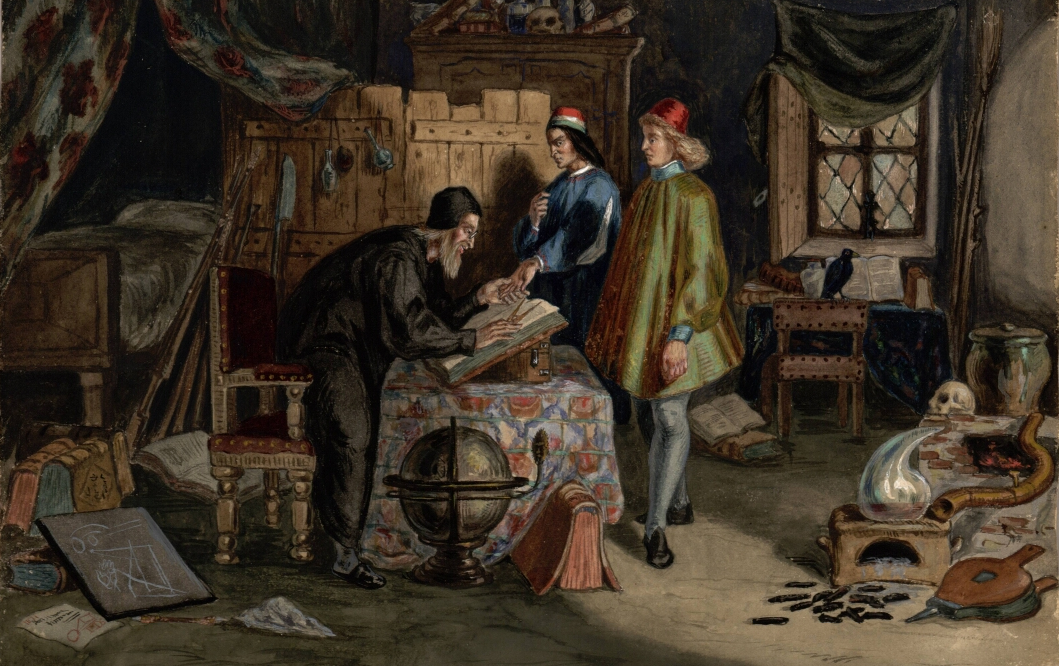
Herr Trippa, personnage du Tiers Livre, est tourné en dérision par ses absurdes techniques divinatoires, dont l'astrologie.

En vogue au XVIe siècle, les almanachs et pronostications mélangent observations astronomiques, prévisions météorologiques et conseils sanitaires. L'astrologie alors tient un rôle important dans la pensée scientifique et des témoignages flatteurs attestent que Rabelais lui-même s'y est illustré. Si la plupart des évangéliques croient en l'influence des corps célestes sur les phénomènes naturels et sur le corps humain, ils refusent néanmoins un usage abusif et hasardeux de cette discipline qui remet en cause le dogme de la Providence et prospère sur la crédulité populaire. Si Rabelais publie un certain nombre d'almanachs (1533 et 1535), il tourne en dérision les excès des astrologues dans la Pantagrueline prognostication. Cette parodie, écrite initialement pour l'année 1533, connaît de nombreuses mises à jour (pour les années 1535, 1537 et 1538) avant de laisser place à une édition « pour l'an perpétuel ».

### Sciomachie
Parue en 1549, la Sciomachie évoque un banquet grandiose et un simulacre de bataille organisés en l'honneur de la naissance de Louis d'Orléans, second fils d'Henri II. Si le débordement du Tibre empêche la naumachie (combat naval) de se tenir, l'affrontement terrestre met en scène un siège destiné à délivrer la déesse Diane. Le récit de ces festivités illustre la générosité et l'effort de Jean du Bellay pour que resplendisse l'image du royaume de France. Il se présente comme une lettre adressée au cardinal de Guise, faction rivale des du Bellay, ce qui ne manque pas d'ironie. En réalité, Rabelais s'inspire d'un compte-rendu d'Antonio Buonaccorsi, l'alibi épistolaire conférant un aspect moins solennel, donc plus vraisemblable, à la description.

### Publications savantes

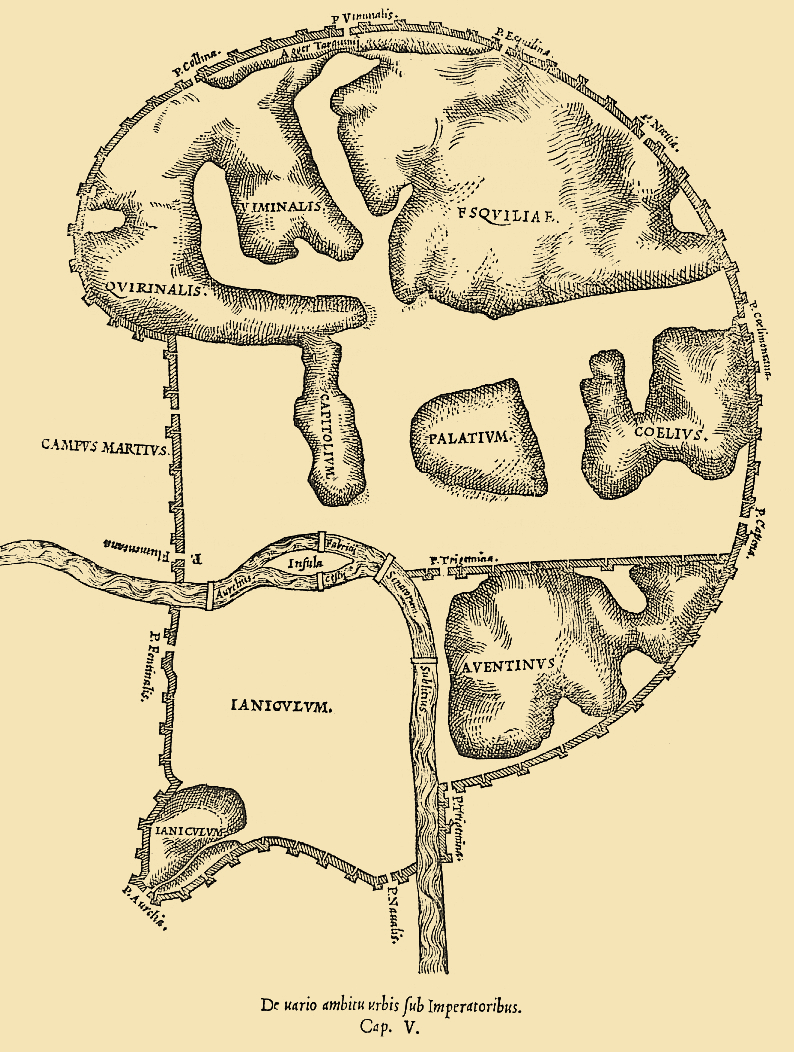
Plan de Rome issu de la Topographie de Marliani.

Rabelais compose plusieurs épîtres dédicatoires en latin, qui servent de préface pour des ouvrages anciens ou d'Italie. L'édition du second volume des lettres de Manardi, en juin 1532, se trouve ainsi introduite par une lettre adressée à André Tiraqueau dans laquelle Rabelais exprime son admiration pour Manardi, restaurateur de la « médecine ancienne et authentique », par différence avec les adeptes d'une tradition dépassée, qui s'accrochent à une « odyssée d'erreurs ». Si les plaisanteries et les comparaisons imagées rappellent le style du romancier, la déploration de la crédulité populaire et le souhait du renouveau scientifique sont partagés par nombre de ses contemporains. La même année, Sébastien Gryphe souhaite éditer les textes d'Hippocrate et de Galien avec les commentaires de Rabelais. Celui-ci, dédiant son travail à Geoffroy d'Estissac, en appelle notamment à la plus grande vigilance dans les livres de médecine, où les incorrections engendrent des conséquences mortelles. Le choix d'un format réduit pour cette édition, en in-16, lui confère alors son originalité et s'explique par le souhait de rendre accessible aux étudiants une vulgarisation de ces écrits canoniques.
Les deux faux vestiges antiques édités par Rabelais, Le Testament de Lucius Cuspidius et le Contrat de vente de Culita, dédicacés à Amaury Bouchard, viennent respectivement de la main de Pomponio Leto et de Giovanni Pontano. En ce qui concerne le premier, si le latin puise effectivement dans le vocabulaire cicéronien et justinien, il s'y trouve plusieurs maladresses ou singularités peu communes à un testamentaire romain, comme des imprécisions de lieux ou les noms d'esclaves empruntés à Plaute. Le second canular, plus douteux, comporte des expressions familières et des noms incongrus. Toujours est-il que jusqu'au XVIIIe siècle, les rééditions ne soupçonnent pas l'imposture, même si en 1587 l'archevêque Antoine Augustin la pressent déjà. Si l'hypothèse d'une farce orchestrée par Rabelais elle-même paraît peu vraisemblable, l'acquisition du texte par celui-ci reste un mystère. La dernière épître, destinée à Jean du Bellay, ouvre la Topographia Antiquae Romae de Bartolomeo Marliani. L'écrivain explique le projet avorté d'établir les plans de l'ancienne Rome à partir d'un cadran solaire, méthode qu'il attribue fautivement à Thalès de Milet, en réalité redevable à Anaximène. Son devancier, un antiquaire milanais fréquentant également le cercle du cardinal, établit sa carte depuis les collines de la ville. Son travail, révisé par Rabelais et Gryphe, se voit débarrassé de ses erreurs épigraphiques et typographiques ainsi qu'augmenté d'un index. Il illustre la passion de l'humaniste et de son protecteur pour l'archéologie et, plus globalement, l'Antiquité.
Rabelais aurait écrit un traité d'art militaire connu sous le nom de Stratagemata… Domini de Langeio, militis in princio terti belli Caesari. Ce texte, connu par Charles Perrat, qui l'aurait identifié à la vente chez un bouquiniste parisien en 1932, est mentionné en 1585 par Antoine du Verdier, qui indique que Claude Massuau l'a traduit en français. Les Stratagemata, ou Stratagèmes, auraient été publiés en 1539 chez Sébastien Gryphe et traiteraient de la politique militaire de Guillaume du Bellay en Italie, en Allemagne et en Suisse. Cette publication fait écho à la représentation de la mètis dans les passages épiques de la geste pantagruélique
.

### Activité éditoriale
La devise, partielle ou complète, de Rabelais a été trouvée sur 31 ouvrages (« A la bonne fortune avec Dieu ») et accompagnée parfois d'un emblème représentant un chevron surmonté de deux croix, chevauchant un oiseau et cerclé de lierre. Elle indique son intervention comme éditeur, plus rarement comme auteur, auprès des imprimeurs Sébastien Gryphe, François Juste et Pierre de Sainte-Lucie.
Les publications de Rabelais montrent un intérêt pour la philologie médicale (édition du corpus hippocratique et galénique), la diffusion du grec (lettres et extraits de l'œuvre d'Ange Politien) et la poésie vernaculaire (Clément Marot ou l'hybride Hécatomphile-Fleurs de la poésie françaises).
L'activité éditoriale de Rabelais marque une tendance à privilégier la version la plus exhaustive d'un texte au détriment de son authenticité, une préférence non systématique pour les graphies étymologisantes et un travail fréquent sur les index et les marges textuelles.

## Un savoir encyclopédique

### Un érudit de la Renaissance
Versé aussi bien dans la médecine que dans le droit ou la philosophie, Rabelais témoigne dans son œuvre d'une curiosité insatiable et fait l'éloge du savoir, illustre représentant du « vrai pays et abysme de encyclopédie ». Il se réfère nommément à de très nombreux auteurs, de manière facétieuse ou non. Ses romans font la part belle aux discussions érudites, aux étalages de sources et aux querelles savantes. L'admiration des Anciens le pousse à multiplier les allusions à l'histoire ou la mythologie antique, celle-ci intégrée de manière vivante à la quête pantagruélique. Sa connaissance, non seulement du latin classique, mais également du grec et de l'hébreu, témoigne de son appartenance à l'humanisme. Il recommande ainsi Cicéron comme modèle, il émaille son vocabulaire et ses noms propres d'hébraïsmes et révèle un goût prononcé pour Pline l'Ancien, les compilateurs tels Varron et Aulu-Gelle, ou encore Plutarque et Ovide.

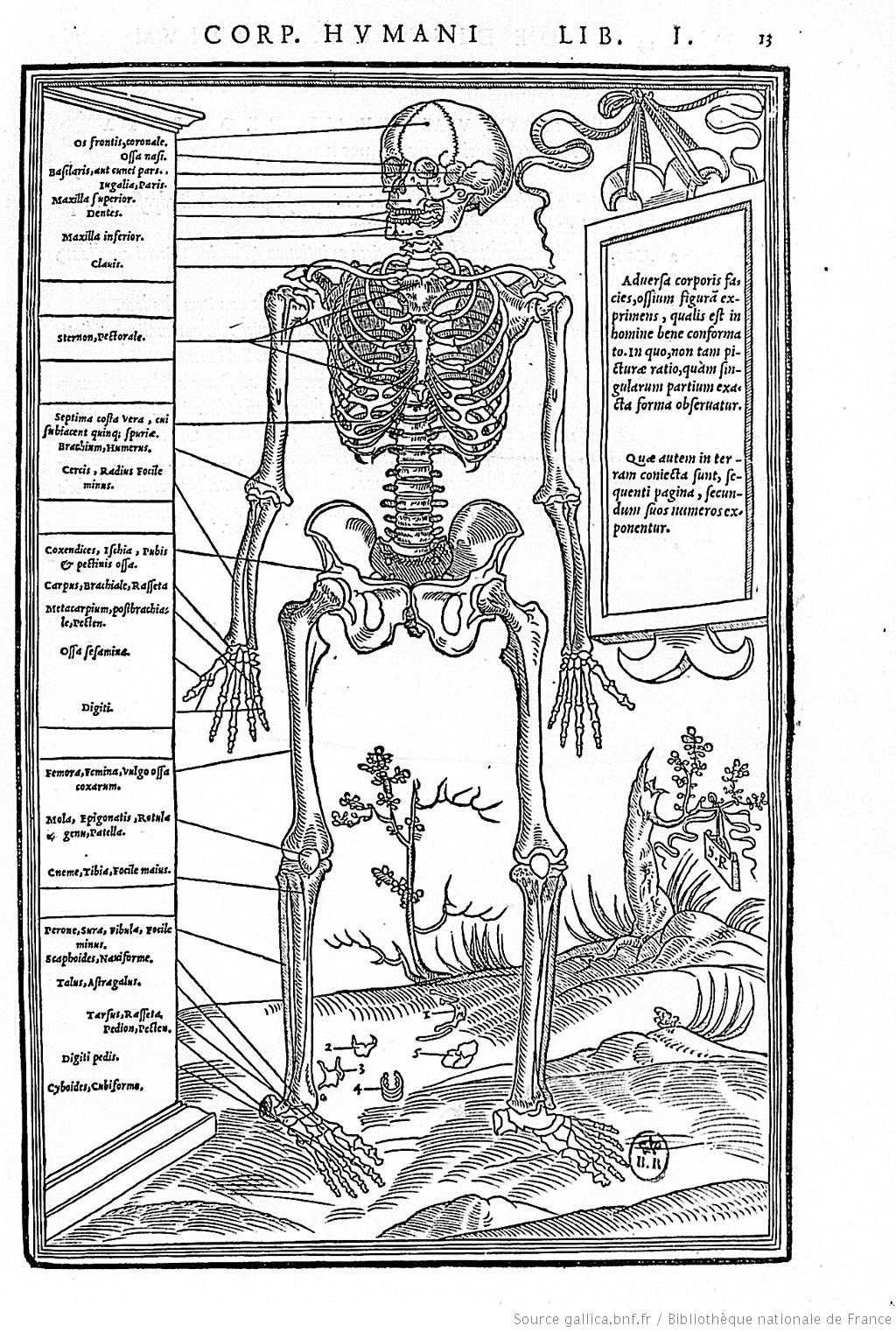
La Dissection des parties du corps humain de Charles Estienne constitue un intertexte médical de la description de Xenomanes.

Lucien, sans exagérer son influence, inspire à Rabelais son usage ludique d'un patrimoine intellectuel, l'entrelacement du sérieux et du comique, un recours fréquent aux citations, l'effacement de la frontière entre le réel et le merveilleux. Mais le Tourangeau s'appuie sur une culture plus vaste pour aboutir à une créativité plus foisonnante. Parmi ses auteurs de prédilection, Platon se remarque par l'alternance de vénération et de moquerie à son égard. Si Gargantua réutilise le topos du « philosophe-roi », le Tiers Livre ridiculise le platonisme abstrait et mondain de l'époque.
Sa vocation de médecin se retrouve dans les thèmes de l'écrivain. Elle lui fournit un langage technique enrichissant ses descriptions du corps humain et des maladies mais plus encore, car à cette époque, elle requiert des notions en histoire naturelle, en chimie pharmaceutique et même en astronomie, afin d'intervenir au moment favorable. L'exposé sur l'anatomie du géant Quaresmeprenant tire ainsi une grande partie de son lexique des observations de Chauliac et de Charles Estienne, tandis que la défense d'une diététique moderne se vérifie par la critique du jeûne. Acquis aux idées nouvelles en matière d'hygiène, il raille cependant l'inefficacité et l'avidité des médecins.
Nous ne possédons aucune indication sur une éventuelle formation juridique de Rabelais, même s'il fréquente des juristes à Fontenay-le-Comte. Il maîtrise cependant le droit avec assez de profondeur pour en tirer parti dans sa vie comme dans ses romans, comme l'illustrent sa correspondance avec Budé et ses activités romaines. Tournant en dérision les gloses qui obscurcissent les textes latins, la paperasserie judiciaire, le respect aveugle de la procédure, il s'attaque également aux abus du canon ecclésiastique.
Les commentateurs ne s'accordent guère sur l'importance et la nature des traces de la littérature italienne dans l'œuvre de Rabelais, qu'il s'agisse de l'épopée burlesque (les Macaronnées de Folengo ou le style héroï-comique de Pulci), des savantes allégories de Colonna, l'auteur de l'Hypnerotomachia Poliphili, des pédagogues, des polygraphes et des conteurs. Parmi ces derniers, deux d'entre eux paraissent être des sources assez certaines : Pogge, par ses Facéties, et Masuccio Salernitano, par un récit inspirant l'épisode du diamant faux. La relation de l'humaniste au néoplatonisme d'Italie, en particulier à Marsile Ficin, semble avoir évolué d'une inspiration respectueuse, décelable dans l'idéal intellectuel de Thélème, à une position satirique, sous-jacente à l'éloge des dettes, à Messer Gaster ou l'île des Ennasin.

### Permanence du Moyen Âge
Homme de la Renaissance, Rabelais apparaît à première vue comme un contempteur des temps médiévaux qui « avoient mis à destruction toute bonne litterature ». Son œuvre reste néanmoins imprégnée de cet héritage. La critique de la scolastique médiévale telle qu'elle se présente dans Gargantua existe déjà au XIIe siècle et démontre que l'écrivain en maîtrise les codes et techniques de discours. Des théories médiévales s'accordent avec les conceptions pédagogiques, politiques ou religieuses qui se dégagent de ce roman. Gilles de Rome, encore connu au XVIe siècle, recommande déjà au jeune prince le sens de la justice et la nécessité d'entretenir aussi bien le corps que l'esprit. De la même façon, Guillaume d'Ockham déclare l'origine humaine de l'autorité, ce qui implique l'indépendance du pouvoir civil vis-à-vis de l'Église. De manière plus probante, la parodie des romans de chevalerie, genre encore souvent lu par les lettrés de l'époque, reprend un héritage en le détournant.

### La culture populaire

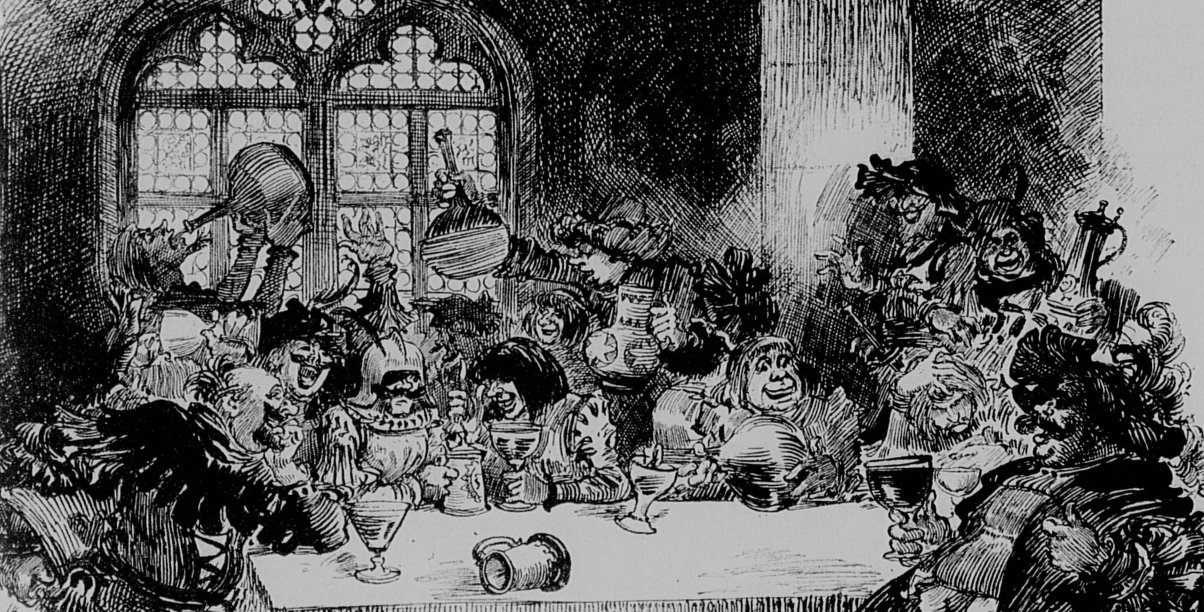
Les banquets rabelaisiens concilient légèreté de bon vivant et références humanistes.

L'un des caractères les plus singuliers de l'œuvre rabelaisienne consiste dans l'entrelacement de thèmes folkloriques et lettrés.
Ce syncrétisme se vérifie notamment dans les sources du comique. Mikhaïl Bakhtine met ainsi l'accent sur la portée subversive, carnavalesque et populaire du rire rabelaisien, caractéristiques se révélant par le recours au vocabulaire de la place publique, aux références au bas corporel, à la thématique de la fête, du boire et du manger ainsi que par le « réalisme grotesque » des images. Le critique russe pense que le texte traduit une vision du monde joyeuse, héritant des farces médiévales, dont les railleries ambivalentes ne détruisent jamais totalement leurs cibles. Dans une perspective opposée, Michael Screech insiste sur les ressorts savants d'une verve humaniste, en particulier influencée par Lucien. Les éléments vulgaires ne traduisent pas une inspiration d'une culture roturière en raison de l'homogénéité sociale de l'époque. Il n'était guère surprenant qu'une dame de la cour chante une chanson villageoise. En revanche, Rabelais sollicite des connaissances uniquement accessibles à une minorité cultivée : ainsi en est-il des étymologies fallacieuses ou des plaisanteries bibliques.
Il reste que l'écrivain tourangeau ne s'interdit pas de puiser des images et des thèmes plus largement partagés que les humanités classiques. Outre des allusions isolées à plusieurs personnages de la tradition celtique (Gauvain, Morgane, le roi Arthur…) la matière de Bretagne nourrit, essentiellement dans Pantagruel, plusieurs épisodes jouant sur l'énormité des géants.

### L'exemple du gigantisme

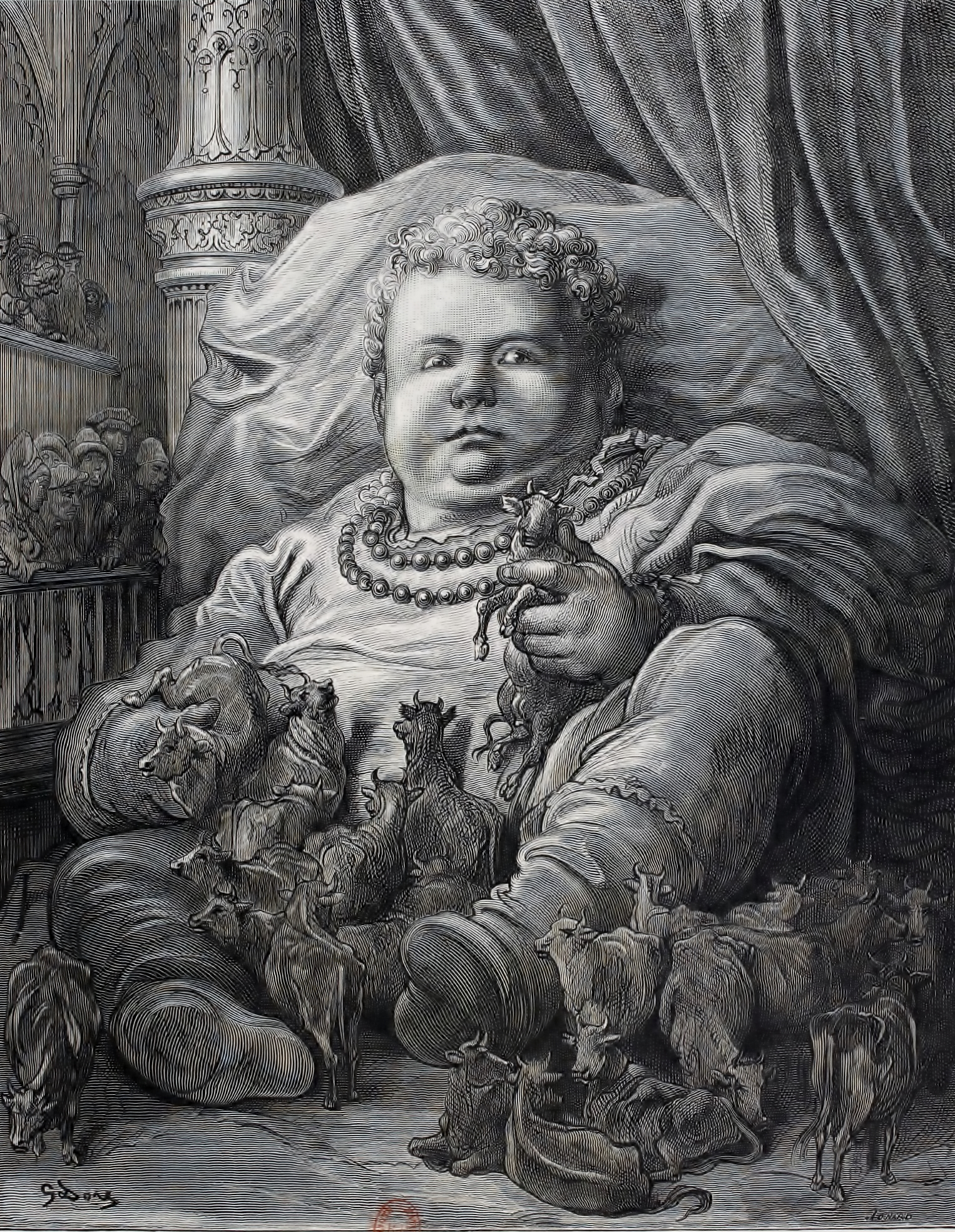
Au berceau, Pantagruel boit le lait de 4600 vaches.

Les géants illustrent particulièrement bien l'intrication de la culture des clercs et des légendes populaires dans la trame romanesque, puisqu'ils font aussi bien l'objet de légendes que de spéculations. À la fin du Moyen Âge, ils sont considérés comme des êtres maléfiques, des brutes sauvages et impies, tant selon l'opinion commune que pour les théologiens.
Des historiens essaient alors de retourner ce symbolisme dans une perspective idéologique. Annius de Viterbe va jusqu'à faire de Noé et de sa famille des géants avant d'établir une généalogie descendant jusqu'à Alexandre VI. À partir des ratiocinations d'Annius, Jean Lemaire de Belges trace un lien de parenté direct entre Charlemagne et ce même patriarche, inspirant de nombreux chroniqueurs tels Symphorien Champier ou Jean Bouchet. Les géants rabelaisiens s'inspirent de ces deux traditions antagonistes sans les prendre au sérieux, comme en témoignent les filiations des deux premiers romans. Gargamelle et Grandgousier, Pantagruel et Gargantua héritent donc en partie de cette revalorisation du géant, tandis que Bringuenarilles, l'avaleur de moulins à vent, ou Quaresmeprenant tiennent de l'imagerie traditionnelle. Néanmoins, même les bons géants conservent une part de leur nature débridée, surtout dans leur enfance exubérante, qu'ils jugulent par l'éducation princière.

## Valeurs et engagements

### Un fer de lance de l'humanisme

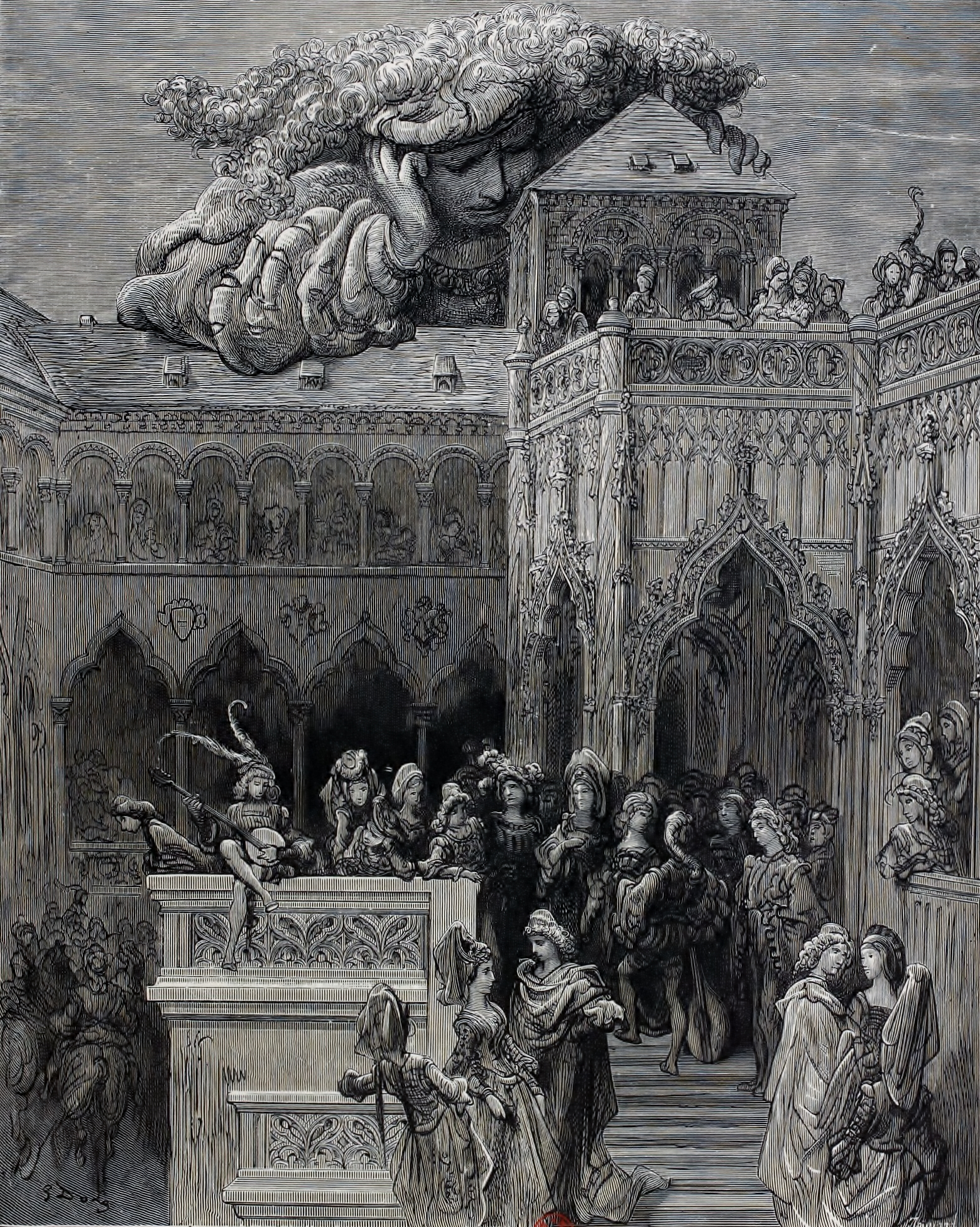
Dans l'abbaye de Thélème, une égalité parfaite règne entre hommes et femmes, qui contraste avec les discours du Tiers Livre.

Illustre représentant de la Renaissance, Rabelais manifeste une confiance affirmée en la dignité de l'homme, en sa perfectibilité et ses capacités d'invention. En dépit d'un préjugé répandu, favorisé par les évocations gourmandes ou paillardes, les romans ne relèvent guère de l'épicurisme au sens propre du terme. Dans une perspective stoïcienne, le pantagruélisme relie explicitement la résistance sereine au destin à la joie de vivre, puisqu'il se définit par le fait de « vivre en paix, joye, santé, faisans tousjours grand chere » avec une « certaine gayté d'esprit conficte en mépris des choses fortuites ». Plutôt qu'à l'ataraxie, il invite à une joie vertueuse conduite par la raison et à la générosité qu'encourage la connaissance de soi. Cependant, la philosophie de Rabelais emprunte aussi bien aux stoïciens qu'aux épicuriens, aux sceptiques et aux cyniques.
S'inscrivant dans la lignée des farces médiévales, la représentation de la gent féminine dans les romans rabelaisiens nuance toutefois ce tableau : rarement individualisée, se manifestant souvent en groupe, la femme sert de cible à des plaisanteries grivoises, mettant l'accent sur sa sensualité et les risques du cocuage. À l'inverse, elle fait également l'objet d'une idéalisation contemplative et abstraite. Badebec et Gargamelle ne sont ainsi évoquées que de façon passagère, de même que l'amoureuse de Pantagruel ou la dame courtisée de Panurge sont bien peu personnifiées. Parce que focalisé sur la question matrimoniale, tout en ayant une portée plus large, le Tiers Livre se fait l'écho de la querelle des femmes, débat récurrent depuis le XIVe siècle sur la nature de ce sexe, ses qualités morales et son statut juridique. Rabelais, qui du reste ne s'identifie pas à ses personnages, traduit différentes prises de position d'où il ressort que la réussite de l'union conjugale dépend simplement du comportement des époux. Il reste que l'œuvre est représentative d'un univers typiquement masculin et que la question de la misogynie de l'écrivain a été l'une des controverses théoriques du XXe siècle. La thèse de l'antiféminisme de Rabelais a été initiée par Abel Lefranc en 1931 dans son édition critique du Tiers Livre et ravivée dans les années 1980 par des chercheurs américains comme Wayne Booth. Ce dernier ne s'appuie pas sur des passages isolés, reconnaissant que le point de vue du narrateur ou d'un personnage n'indique pas celui de Rabelais, mais pointe son imaginaire masculin négligeant les voix féminines. Des critiques comme Michael Schreech et V.-L. Saulnier soulignent au contraire les passages qui tempèrent cette dépréciation et qu'il n'existe pas de prise de position explicite en faveur de l'aliénation de la femme. Les commentateurs des années 1990 montrent le caractère ambivalent et plurivoque de cette représentation, le récit incriminant les mauvais tours de Panurge tout en le présentant comme un virtuose et joyeux compagnon.

### L'évangélisme ou la question religieuse

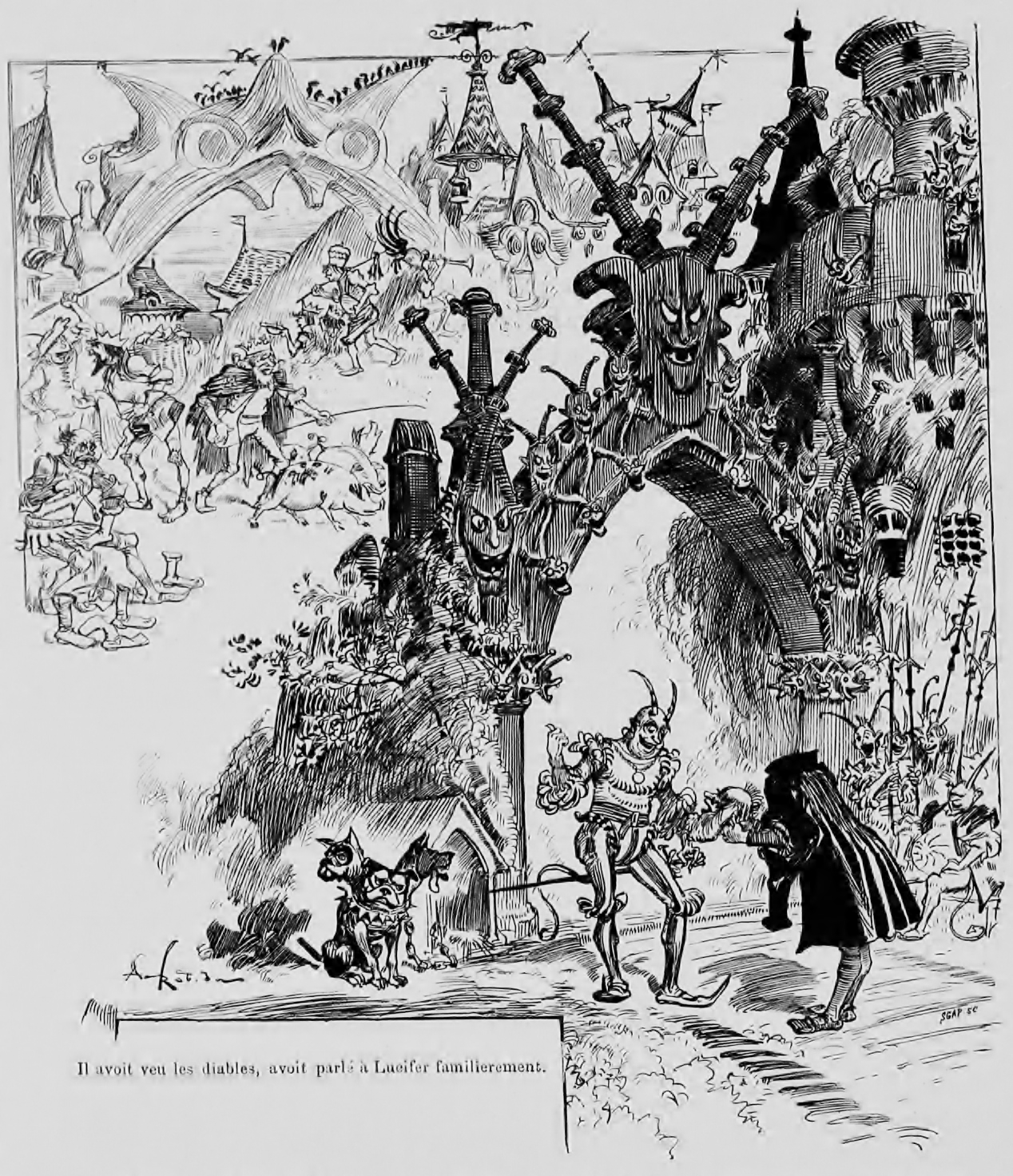
Selon Lefranc, la résurrection d'Épistémon après son passage aux Enfers est une scandaleuse parodie.

Les écrits de Rabelais cristallisent un débat sur la question de l'incroyance au XVIe siècle. L'historien de la littérature Abel Lefranc soutient dans son introduction à Pantagruel de 1922 la thèse de l'athéisme de l'écrivain, et le classe parmi les tenants de la libre-pensée dont il devient parfois l'archétype. Il s'appuie notamment sur la lettre de Gargantua à Pantagruel, la résurrection d'Épistémon et les accusations portées contre lui par Calvin (Des scandales, 1550) et par Henri Estienne dans son Apologie pour Hérodote.
À cette interprétation s'oppose, en 1924, le théologien catholique Étienne Gilson, et surtout l'historien des Annales Lucien Febvre dans Le problème de l'incroyance au XVIe siècle, la religion de Rabelais (1942). Pour ce dernier, les « accusations » d'athéisme portées à l'encontre de Rabelais ne doivent pas être interprétées à la lumière du rationalisme moderne, mais replacées dans le contexte de l'époque. En effet, était considérée comme athée toute personne qui ne se conformait pas à la religion dominante ou celle de son accusateur. Les romans rabelaisiens témoignent plus probablement de la sensibilité évangélique de bien des humanistes, les principaux protagonistes affirmant leur confiance en Dieu mais désapprouvant les excès de l'Église. Ce débat ouvre ainsi la voie à une réflexion plus générale sur les représentations de l'époque.
Cependant, l'œuvre de Rabelais superpose de si nombreuses lectures différentes qu'on ne peut affirmer quelle fut sa véritable doctrine. Selon Laurent Gerbier, « la seule "vérité" qui se laisse absolument nommer, depuis l’ordre propre du texte, c’est-à-dire à partir de son économie interne, c’est la puissance d’une parole capable d’accueillir en même temps des registres de langue et de doctrine différents et même opposés ».

### Idéaux politiques
La portée politique de la geste rabelaisienne se vérifie par la dénonciation des rois dévoreurs de peuple et des abus des autorités ecclésiastiques. La sagesse des bons souverains s'oppose à la cruauté des tyrans. En pleine conquête vengeresse, Picrochole encourage le pillage et la cruauté tandis que Grandgousier s'efforce d'agir avec bienveillance et générosité, en tant que protecteur de ses sujets. De même, la colonisation de la Dipsodie ne s'appuie pas sur l'embrigadement des vaincus mais sur le libre consentement des « feaulx et bien recognaissants » habitants d'Utopie. L'humaniste défend, comme Érasme, un prince chrétien cultivé, paternaliste et magnanime,. Par ses allusions à l'actualité, il se montre à plusieurs reprises en faveur du pouvoir royal. La vie même de Rabelais, sa proximité avec les du Bellay, ses privilèges réitérés contre vents et marées, la protection de la cour, indiquent également que ses idées s'accordent avec la politique du royaume. Ainsi, la satire des Papimanes évoque la crise gallicane de 1551 tout en refusant la prétention du Saint-Père à la divinité. De même, la guerre picrocholine répond directement à l'accusation de Thomas More à l'égard de François Ier, qui reproche à celui-ci son appétit de conquêtes. Néanmoins, l'ambivalence du texte, le refus des dogmes et la bouffonnerie de son militantisme expliquent les lectures subversives de l'aventure pantagruélique. Loin d'être l'œuvre d'un doctrinaire, les fictions rabelaisiennes sont celles d'un partisan d'une royauté acquise aux idéaux évangéliques et rendent hommage, sans atténuer l'ambivalence comique, à un gouvernement jugé sage et juste.

## Poétique

### Un des premiers romanciers modernes
L'œuvre fictionnelle de Rabelais, comme le Don Quichotte de Cervantès, participe à la redéfinition du genre romanesque par son caractère polyphonique, accordant une place importante au narrateur et intégrant dans sa composition de multiples traditions littéraires pour mieux les détourner. Panurge, en contrebalançant les certitudes des savants et la grande sagesse de ses compagnons, se trouve ainsi être pour Milan Kundera, « l'un des plus grands personnages romanesques qu'ait connus l'Europe ». La polyphonie comprend également l'intégration de multiples genres dans le récit : des historiettes facétieuses, des anecdotes relevant aussi bien de l'exemplum médiéval que de l'allusion antique, la fable aux implications éducatives ou aux connotations paillardes,, plusieurs formes de poèmes…
La geste rabelaisienne se présente avant tout comme une parodie d'épopée par ses combats hyperboliques, dont la violence se trouve aussi bien mise en scène que dénoncée, par ses aventures merveilleuses, sa quête qui, bien que tardive, couronne une série d'épreuves entrecoupées de nombreuses digressions. Panurge, tel Ulysse, révèle à Pantagruel son identité sous des haillons, avant d'accepter une amitié sur le modèle d'Énée et d'Achate. Néanmoins, le chronotope épique, parce qu'il s'abstrait de l'histoire en exaltant un passé fondateur, se trouve mis à mal par un récit qui entremêle références mythiques et allusions contemporaines. La portée épique réside davantage dans la persévérance des géants en leurs convictions humanistes, transformant une « illiade burlesque » en une « odyssée allégorique ».
Toutefois, la polysémie de la trame romanesque interdit de la considérer comme un simple vecteur idéologique. Fidèle en cela aux théories du langage de l'époque, elle annonce sa plurivocité dès le prologue de Gargantua, tout en prévenant les surinterprétations. Par exemple, des lectures aussi contradictoires que convaincantes s'affrontent quant à la question de savoir si un motif aussi prégnant que la nourriture et la boisson remet en cause la hiérarchie traditionnelle du corps et de l'esprit, se moque ou non des ripailles excessives. Pluralité des interprétations mise à part, il importe également de ne pas dénaturer ce qui se veut avant tout comme une fabulation, notamment en évitant d'expliquer constamment le texte par l'Histoire. Bien que dans son œuvre romanesque, Rabelais utilise des éléments de sa vie personnelle (la Touraine) ou de son époque (de la politique internationale aux voyages de Jacques Cartier), qu'il prend parti dans les débats contemporains, son style s'avère avant tout d'un irréalisme exubérant nourri d'énormités monstrueuses.

### «Pour ce que le rire est le propre de l'homme»

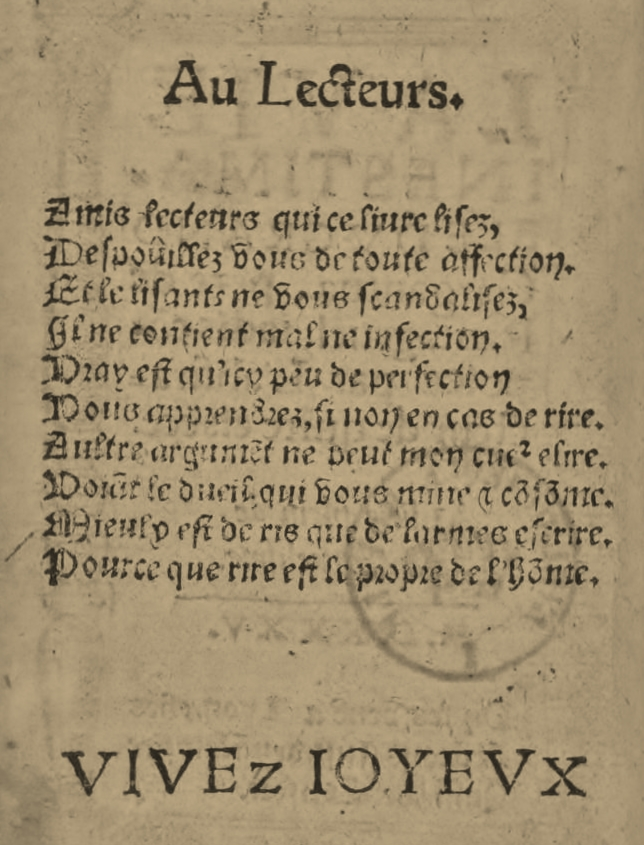
Envoi au lecteur en exergue de Gargantua.

Rabelais manie de très nombreuses formes du comique, de la parodie savante à la paillardise la plus grossière, du jeu de mots gratuit à la satire vindicative. Si une part importante du comique rabelaisien se comprend en relation avec le contexte renaissant et la vie des idées, l'inventivité formelle y joue également un grand rôle. Les accumulations verbales, les fantaisies invraisemblables, la précision superflue des détails participent d'un style truculent irréductible aux convictions de l'auteur. Le rire de Rabelais emprunte ainsi à de multiples traditions, comme l'illustrent les fréquents calembours, jouant sur l'homophonie, l'annomination, l'équivoque, l'imitation fallacieuse des accents locaux, qui, tout en s'inspirant de la bouffonnerie scénique, reprend également les jeux des Grands rhétoriqueurs. Le comique rabelaisien s'avère déroutant car il travaille même les idées d'inspiration humaniste, s'amusant du savoir livresque lui-même.
Par le célèbre dizain liminaire à Gargantua, qui invite le lecteur à substituer l'euphorie au chagrin, Rabelais évoque non seulement un débat scolastique portant sur la nature du rire (s'il relève d'une propriété ou d'une essence de l'homme), mais également sa dimension thérapeutique. Le rire préoccupe de nombreux savants de la Renaissance, tels que Fracastor, Œcolampade et Érasme, notamment son origine physiologique, corrélée à sa plus ou moins grande dignité s'il se situe dans la rate, le diaphragme ou le cerveau. Rabelais laisse peu d'indices sur son point de vue mais semble privilégier cette dernière option au regard de la description de Janotus de Bragmardo :
« Ensemble eulx, commença rire maistre Janotus, à qui mieulx, mieulx, tant que les larmes leur venoient es yeux : par la vehemente concution de la substance du cerveau à laquelle furent exprimées ces humiditez lachrymales, et transcoullées jouxte les nerfs optiques. »
— Gargantua, XIX
« L'agelaste », celui qui ne rit jamais, est associé aux calomniateurs et aux misanthropes pour qualifier les adversaires de l'humaniste. Pourtant, malgré une tonalité souvent joyeuse, et une référence fréquente à la gaité, force est de constater que les personnages principaux des romans rabelaisiens rigolent peu, et même de moins en moins au fur et à mesure qu'ils progressent vers la Dive Bouteille, ce qui ne signifie certes pas que leur sérénité décroît. À côté des rires récréatifs et insouciants, coexistent des rires malsains, mauvais ou déréglés : ainsi l'illustrent les moqueries de Panurge, les sarcasmes à l'égard des Chicanous, les éclats incontrôlés de Humenaz ou les convulsions sauvages de Quaresmeprenant. Salvateur ou régressif, cruel ou bienveillant, le rire confine souvent à l'exubérance. Un chapitre du Quart Livre, consacré aux morts étranges, mentionne d'ailleurs une anecdote légendaire de Philémon selon laquelle ce dernier périt dans une joviale dilatation de la rate. Toutefois, la geste pantagruélique incite bien plutôt au juste milieu, à un rire généreux et sans bassesse.

### La langue de Rabelais
Dans son œuvre de fiction, Rabelais prodigue une créativité verbale foisonnante, dont une part de l'originalité tient à l'effervescence linguistique de la Renaissance, soucieuse de renouveler et de réhabiliter les langues vernaculaires. Son écriture littéraire suit l'évolution des réflexions orthographiques et grammaticales de son temps, conjointe à l'invention d'une langue artificielle. Ainsi, elle se singularise par de fréquents renvois du participe passé en fin de propositions, l'antéposition des compléments circonstanciels aux verbes, eux-mêmes séparés du pronom sujet. D'une exceptionnelle richesse, le lexique rabelaisien puise dans les langues anciennes, médiévales et modernes, les dialectes provinciaux et de multiples jargons professionnels. Plusieurs centaines de mots, expressions ou acceptions sémantiques apparaissent dans la langue française, tels que « corne d'abondance », « clocher devant les boiteux » ou « l'appétit vient en mangeant, la soif part en buvant ». Dans une époque où la création linguistique est en pleine effervescence, l'orthographe rabelaisienne se montre soucieuse de garder une trace de l'origine des mots, marquant les corruptions phonétiques par ses choix typographiques. Ce procédé rappelle celui d'Érasme, qui cherche des traces des prononciations antiques dans le parler de son époque. L'emploi d'une langue verte qui rappelle la scurrilité des prêcheurs franciscains se comprend aussi bien comme un jeu que relevant de l'ironie déguisée. De toute manière, cette rhétorique de l'amplification traduit un rapport jubilatoire au langage qui transparaît jusque dans les effets sonores, de la cacophonie à la paronomase en série.
L'évolution de la langue française a conduit les éditeurs à proposer des versions modernisées de l'œuvre de Rabelais. Dans un article paru le 1er mars 1905 dans le Mercure de France, intitulé « Le Rabelais en français moderne », Alfred Jarry se montre sévèrement critique devant une telle entreprise : « Tout au moins exigerait-on de son auteur quelque connaissance rudimentaire de la langue du XVIe siècle, et des mots de province chers à Rabelais ». Jarry invite le lecteur à comparer le texte original, qu'il commente brièvement, et le texte modernisé :
| « Et la groisse cogneue, poussent hardiment oultre (en avant) » — Gargantua, ch.III. |  |  | « Leur grossesse connue, elles pourront porter hardiment leur outre. » — édition de la Librairie universelle, 1905. |

| « Si le diavol (diabolum, sans diminutif) ne veult qu'elles engroissent, il faudra tortre le douzil (fermer le robinet), et bouche clouze (et n'en parlons plus). » — Gargantua, ch.III. |  |  | « Si le petit diable ne veut pas qu'elles engrossent, il faudra nous tordre le douzil et leur clore la bouche. » — édition de la Librairie universelle, 1905. |

| « […] cognoissoit mouches en laict (distinguait noir sur blanc). » — Gargantua, ch.XI. |  |  | « […] connaissait des mouches nourrices. » — édition de la Librairie universelle, 1905. |

## Postérité

### Accueil
L'œuvre de Rabelais bénéficie d'un grand succès de sa création jusqu'à nos jours, malgré un ralentissement à l'époque classique. En 1533-1534, Pantagruel se trouve déjà publié au moins cinq fois. Il en va de même pour le Tiers Livre et le Quart Livre cinq ou six ans après leur parution. Ainsi, dès le XVIe siècle, des milliers d'exemplaires des écrits rabelaisiens sont en circulation. Le succès de la geste rabelaisienne se vérifie par des traductions parfois peu scrupuleuses. Ainsi Johann Fischart, l'un des premiers grands écrivains de langue allemande, proposa une version trois fois plus longue de Gargantua, intitulée Geschichtsklitterung.

#### XVIesiècle: facétie ou hérésie?
De son vivant, l'auteur connaît l'estime de ses pairs comme le rejet de ses adversaires tandis que l'image d'un écrivain bouffon s'installe peu à peu. L'épitaphe de Ronsard comme le poème de Jacques-Auguste de Thou le présentent comme un ivrogne, celles de Jean-Antoine de Baïf et de Jacques Tahureau comme un maître du rire. L'éditeur anonyme du Cinquième Livre, par le fait qu'il publie à titre posthume, ainsi que par l'exergue liminaire du roman, atteste d'un prestige encore vivant. Montaigne, qui mentionne ses livres parmi ceux utiles à son délassement sans étendre particulièrement son propos, témoigne de la diffusion du Rabelais légendaire, égrillard et frivole,.
Rabelais subit plusieurs attaques violentes pour ses convictions religieuses. Dans son Alcorani de 1543, Guillaume Postel, qui le mentionne quelques années auparavant comme un érudit, inclut ses deux premiers livres dans son pamphlet contre les réformés. Il reproche plus précisément à ces derniers de susciter, voire de proférer des impiétés semblables aux croyances musulmanes, et que Rabelais, surnommé « Christomastix » y contribue en privilégiant les Évangiles à l'autorité de l'Église. Il voit dans l'abbaye de Thélème une invitation à mener la vie dénuée de règles que professent, selon lui, les luthériens. Six ans plus tard, Putherbe, moine de Fontevrault, écrit Theotimus où il se déchaîne contre l'humaniste en conspuant sa débauche et ses railleries, s'étonnant qu'un évêque nourrisse un homme « impur et pourri qui possède tant de bagout et si peu de raison ». Dans le De Scandalis, Calvin s'en prend aux humanistes pour leur orgueil et leur impiété, déclarant la culture antique néfaste et vaine. Il impute à ceux qu'il appelle les « épicuriens » et les « lucianistes » d'assimiler l'homme aux chiens et aux pourceaux.
Rabelais se voit accusé, aux côtés de Gouvéa et de Nettesheim entre autres, de ne pas croire en l'immortalité de l'âme et d'amoindrir la crainte de Dieu par des propos sacrilèges. Dans la seconde moitié du siècle, son œuvre est jugée hérétique aussi bien par des catholiques que par des calvinistes, ce qui tend à occulter sa portée littéraire. Au regard de la large diffusion des romans, les témoignages laudatifs s'avèrent finalement peu nombreux, même si dès 1534 un dizain de Hugues Salel, placé en exergue d'une édition de Pantagruel, compare Rabelais à Démocrite, le philosophe rieur.

#### XVIIeetXVIIIesiècles: la mise à l'écart de la «canaille exquise» (La Bruyère)
L'esprit du classicisme français, son goût de la mesure et de la bienséance, s'accordent mal avec la prose exubérante de Rabelais. Le jugement de Jean de la Bruyère va dans ce sens : tout en lui reconnaissant du talent, le moraliste lui reproche d'avoir « semé l'ordure dans ses écrits ». Néanmoins, plusieurs écrivains assez indépendants, comme La Fontaine, Molière et la Marquise de Sévigné le tiennent en grande estime, voire s'en inspirent parfois.
Au début du XVIIe siècle, les personnages rabelaisiens se retrouvent toutefois dans les milieux mondains ou des ballets sans profondeur, comme le ballet des Quolibets et le ballet des Pantagruélistes, dont l'auteur est inconnu. Plus le siècle progresse, plus les admirateurs de Rabelais se trouvent être au contraire des érudits et des libertins. Les médecins Guy Patin et Paul Reneaulme, le grammairien Ménage proposent diverses interprétations allégoriques. Ce dernier s'inspire du romancier pour son Dictionnaire étymologique.

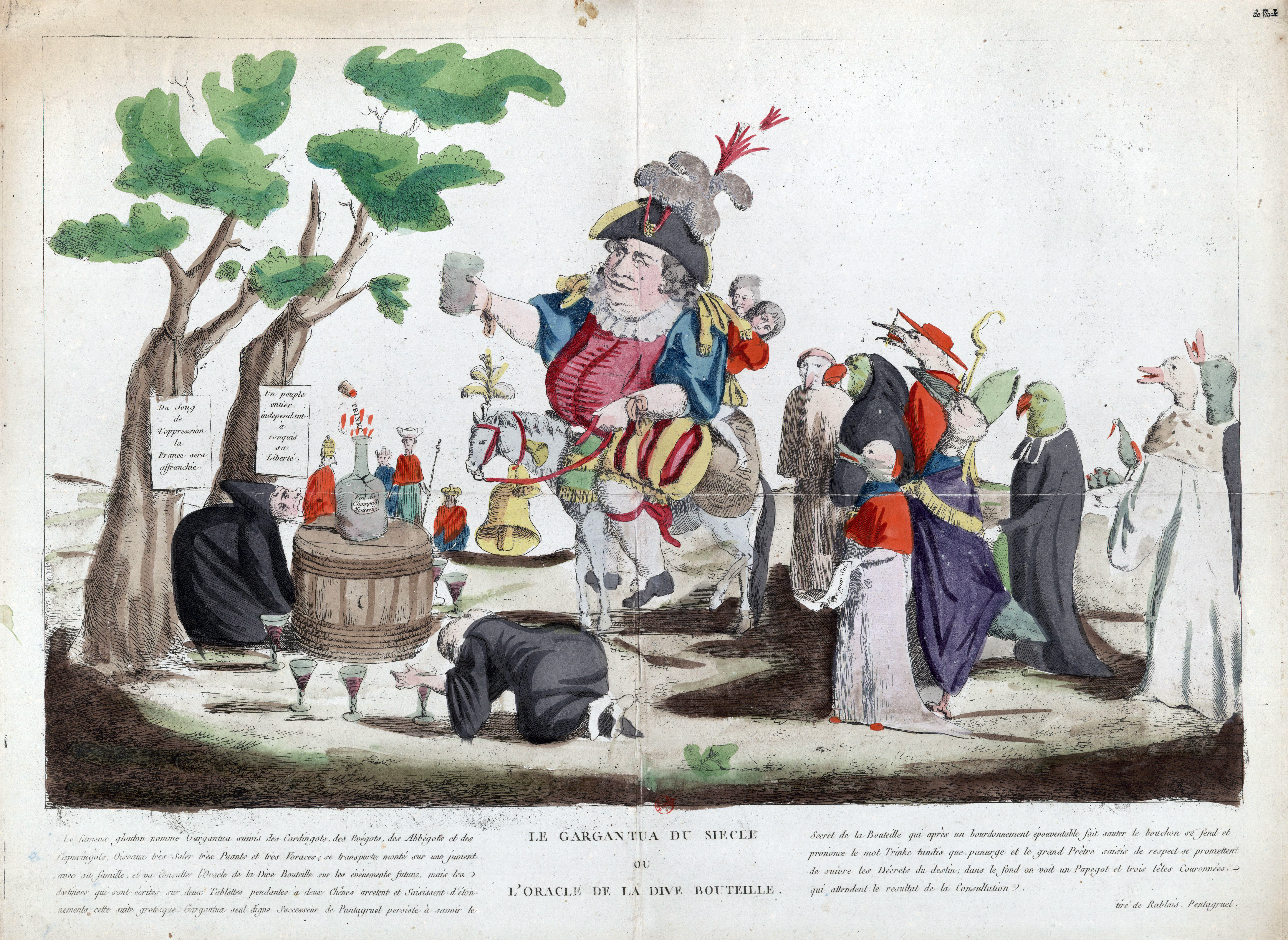
Satire de la Révolution française. Gargantua et des membres du clergé caricaturés en oiseaux, allusion explicite au Cinquième Livre, consultent l'Oracle pour connaître l'avenir de la monarchie.

Alors que l'œuvre se répand outre-Manche grâce aux traductions de Sir Thomas Urquhart (1653 et 1693) et de Pierre-Antoine Motteux (1694), elle se heurte à la réaction jésuite. Le Père Garasse écrit un ouvrage dirigé contre les protestants intitulé Le Rabelais réformé par les Ministres dans lequel l'humaniste s'accuse lui-même de futilités coupables à l'égard des puissants. Les libertins Gassendi, Vanini et Bruno attribuent au contraire leurs préoccupations à Rabelais : la recherche d'une religion naturelle et la critique des croyances établies.
Au XVIIIe siècle, quatre positions se dessinent : les savants considérant Rabelais comme un allié dans le combat anticlérical, cependant choqués par son langage, les érudits attachés à l'élucidation du texte, les religieux outrés par les blasphèmes et les amateurs de gaudrioles. L'opinion de Voltaire s'améliore au fil de sa vie. Dans un passage du Temple du goût, les bibliothèques regorgent de livres corrigés par les Muses : seul un demi-quart des écrits du Tourangeau sont conservés. Néanmoins, si le philosophe n'apprécie pas le style truculent et la grossièreté, il pense que Rabelais cherchait, par ses inepties, à échapper à une censure meurtrière et le considère comme le premier des bouffons. L'interprétation subversive est portée à son paroxysme lorsqu'en pleine Révolution, l'écrivain Pierre-Louis Guinguené convoque le franciscain comme un prophète méconnu,.

#### XIXesiècle: «l'Eschyle de la mangeaille» (Victor Hugo)

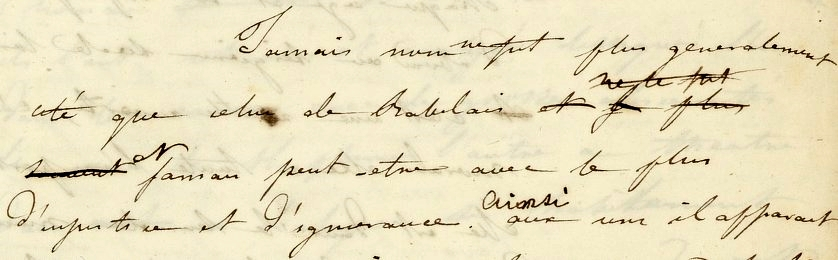
Dans un écrit de jeunesse consacré à Rabelais, Flaubert écrit que nul nom ne fut cité avec autant d'injustice et d'ignorance.

Bien que le mythe d'un Rabelais ivrogne persiste encore, par exemple chez Taine, les romantiques réhabilitent l'écrivain avec lyrisme : Chateaubriand déclare qu'il a « créé les lettres françaises », Victor Hugo l'exalte dans un poème des Contemplations sans en avoir apparemment une connaissance approfondie. Charles Nodier contribue significativement à la revalorisation de cet écrivain qu'il admire. Il le surnomme le « Homère bouffon », expression que Victor Hugo lui emprunte par la suite. Nodier vante en particulier la capacité de Rabelais à s'adapter à des publics et des goûts hétérogènes, le comparant à Sterne en 1830 dans un article de la Revue de Paris. Le style grotesque de Rabelais et son goût de l'érudition décalée l'influencent, notamment dans l'Histoire du Roi de Bohême et de ses sept châteaux.
Plus généralement, les études et les éditions de Rabelais se multiplient. En 1828 Sainte-Beuve émet des réserves quant aux « habitudes bachiques » prêtées à Rabelais, en 1857 Désiré Nisard récuse explicitement la réputation de Rabelais, fondée sur l'habitude d'interpréter le caractère des auteurs à partir de leur œuvre. Le moine défroqué se trouve tour à tour convoqué comme le symbole d'une tradition française du rire ou le père de la langue nationale.
Au-delà des éloges, plusieurs écrivains s'en réclament. Si Nerval fait part discrètement de son admiration, Gustave Flaubert se montre l'un de ses plus fins connaisseurs. Il le cite à de multiples reprises dans sa correspondance, déclarant son attrait pour sa fantaisie monstrueuse et ses excès vigoureux. L'auteur de Madame Bovary le qualifie par ailleurs volontiers de « sacrosaint ». Parfois évoquée avec nostalgie comme le symbole d'une gaité disparue, l'œuvre rabelaisienne se trouve également utilisée par certains pour défendre la gauloiserie, comme Henri Lucien ou la provocation des bourgeois. Il existe naturellement toujours des détracteurs, Lamartine assimilant dans son Cours familier de littérature Rabelais à un cynique ordurier.
Ainsi, le XIXe siècle voit l'idéalisation de l'écrivain sans que sa célébrité n'amenuise l'imaginaire qu'il véhicule autour de lui. Le débat idéologique ne cesse pas non plus : en 1846, sous le règne de Louis-Philippe, lors de la fouille du cimetière Saint-Paul (détruit en 1796), son cercueil est déterré. Le procès-verbal rapporte qu'il renferme « les restes impurs d'un homme qui souilla la robe sacerdotale par le cynisme de ses écrits et la licence de ses mœurs ».

#### XXesiècle
Rabelais connaît un succès grandissant au XXe siècle, comme en témoignent de nombreux hommages d'écrivains aux sensibilités littéraires pourtant fort variées, allant de Paul Claudel à Francis Jammes. En 1909, Anatole France consacre une série de conférences à sa vie et ses romans devant un public argentin, publiées en 1928. Par crainte de heurter les convictions de son auditoire, il en oblitère cependant la crudité. Dans une interview célèbre, Céline avance que, selon lui, Rabelais a « raté son coup » car la langue française n'a pas suivi l'exemple de son style truculent mais s'est affadie dans une pudibonderie académique. Préfacier des œuvres de Rabelais chez Paul Otchakovsky-Laurens, François Bon écrit en 1990 un essai polémique, La Folie Rabelais, peu apprécié par la critique universitaire en raison de ses imprécations présomptueuses et de ses interprétations hardies, dans lequel il défend avec fougue le charme de la typographie et de l'orthographe des éditions originelles. Il développe néanmoins, à travers cette analyse du Pantagruel, sa propre conception de la littérature.

### Héritages

#### Textes pararabelaisiens

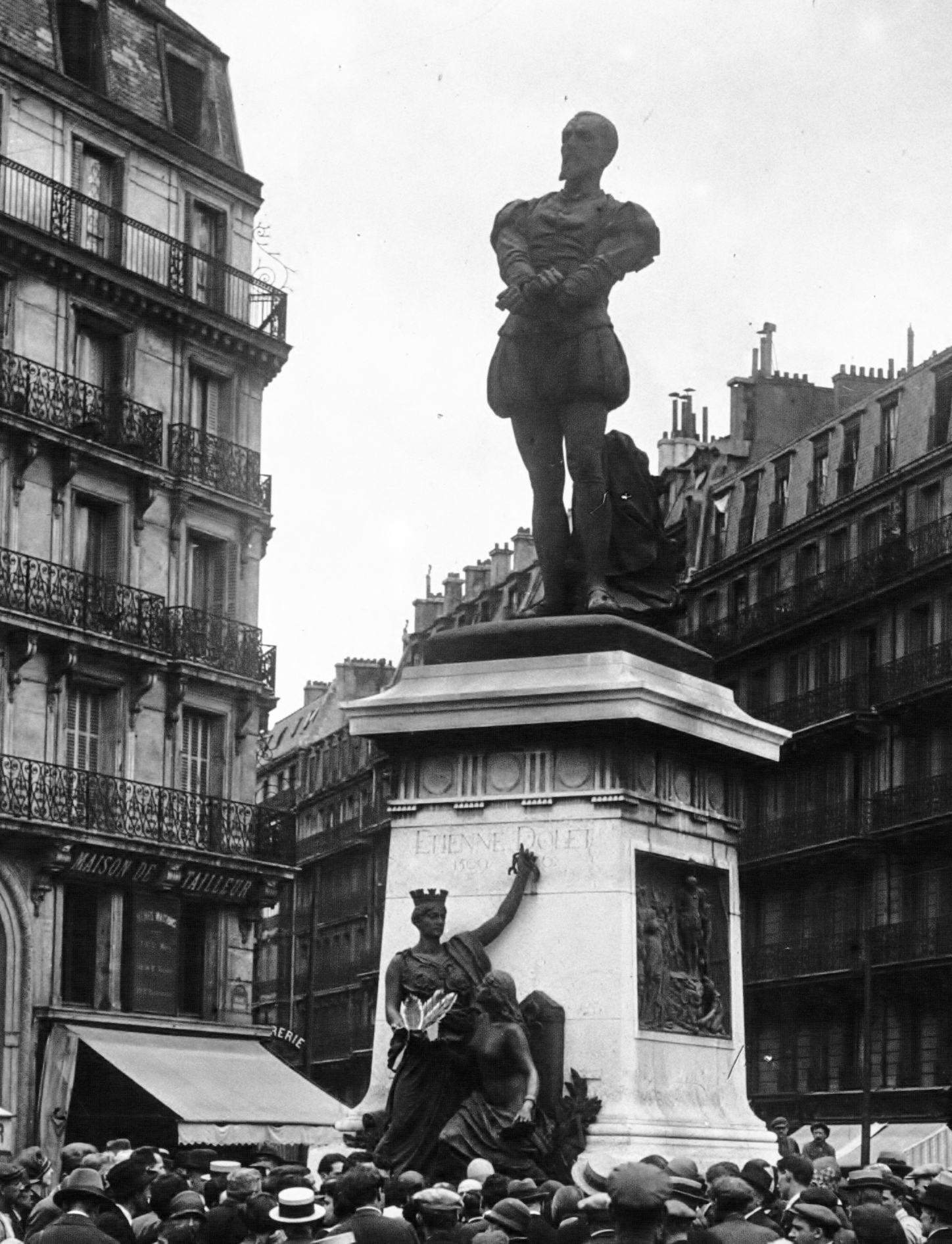
Confrère de Rabelais, Étienne Dolet meurt en 1546 dans un contexte religieux de plus en plus conflictuel.

Plusieurs ouvrages contemporains gravitent autour de l'imaginaire pantagruélique, attestant de son retentissement précoce. Inspiré par l'évangélisme de Rabelais, François Habert publie en 1542 un poème pastoral de 684 vers décasyllabiques où Gargantua prend la défense de la possibilité pour les prêtres de se marier, avec en toile de fond le discrédit jeté sur les abus ecclésiastiques. Une version du Disciple de Pantagruel, redevable davantage aux récits de voyage et à Lucien pour ce qui concerne le pays des Lanternes qu'à l'univers originel de l'écrivain, est fautivement attribuée à celui-ci par une édition pirate d'Étienne Dolet en 1542. Ces deux textes trouvent néanmoins une vie nouvelle comme sources dans le Tiers Livre et le Quart Livre : le premier préfigure les conseils sur les femmes tandis que le second décrit Bringuenarilles et l'Île Farouche. En revanche, les Songes drolatiques de Pantagruel, ensemble de gravures attribuées à Rabelais à titre posthume, ne semblent avoir de relation avec l'auteur que leur exubérante fantaisie. En 2009, un Traité du bon usage du vin prétendument écrit par Rabelais et traduit du tchèque sort aux éditions Allia. Selon la préface, il s'agirait de la traduction française d'une version tchèque d'un texte rabelaisien, écrite au XVIIe siècle par un certain Martin Kraus de Krausenthal, ou en latin Martinus Carchesius, personnage réel de l'époque, traducteur de la première version allemande du Faust de 1587. Ce canular (œuvre de l'écrivain tchèque Patrik Ourednik) traite des mérites physiologiques et psychologiques du vin en s'appuyant avec facétie sur des auteurs de références comme Aristote ou Avicenne, se concluant par un « plagiat anticipé » de Georges Moustaki,.

#### Romanciers
Au XVIIIe siècle, l'humaniste exerce une influence notable sur plusieurs romanciers britanniques. Jonathan Swift, dans Les Voyages de Gulliver, ne se contente pas de tisser une trame romanesque composée de pérégrinations maritimes, d'îles imaginaires, de géants et de pointes satiriques, mais introduit des scènes apparentées à des épisodes typiquement rabelaisiens, notamment lors de la présentation des savants pédants de l'académie de Lagado ou de l'extinction de l'incendie par une aspersion d'urine,. La correspondance de Laurence Sterne laisse apparaître que celui-ci se considère comme un digne successeur de l'écrivain. Il rédige d'ailleurs un Fragment à la manière de Rabelais, probable esquisse abandonnée de Tristram Shandy, publié avec ses lettres par sa fille Lydia. Les références au Tourangeau fourmillent d'ailleurs dans ce roman, à tel point que Frénais, le premier traducteur français de Sterne, affirme nécessaire de connaître le premier pour comprendre le second.
Honoré de Balzac revendique explicitement le patronage de Rabelais dans ses préfaces à la Physiologie du mariage et aux Contes drolatiques. Il ne se sent pas proche de lui uniquement d'un point de vue littéraire mais aussi en raison du tempérament gai et farceur qu'il lui attribue. L'écrivain romantique ne cesse de lui rendre hommage en le citant dans plus de vingt romans et nouvelles de La Comédie humaine. « Balzac est à l'évidence un fils ou un petit-fils de Rabelais […] Il n'a jamais caché son admiration pour l'auteur de Gargantua qu'il cite dans Le Cousin Pons comme « le plus grand esprit de l'humanité moderne », ». Il emprunte le pseudonyme-anagramme de Rabelais, Alcofribas, pour signer la nouvelle Zéro, conte fantastique dans le journal La Silhouette du 3 octobre 1830. C'est Balzac qui donne à « rabelaisien » le sens de « grivois, licencieux, truculent, joyeux ».
Texaco de Patrick Chamoiseau, L'Allée des soupirs de Raphaël Confiant, ainsi qu'une plus large part de la littérature créole se remarquent par une intense créativité lexicale, évoquant l'écriture rabelaisienne,.

#### Dramaturges et musiciens

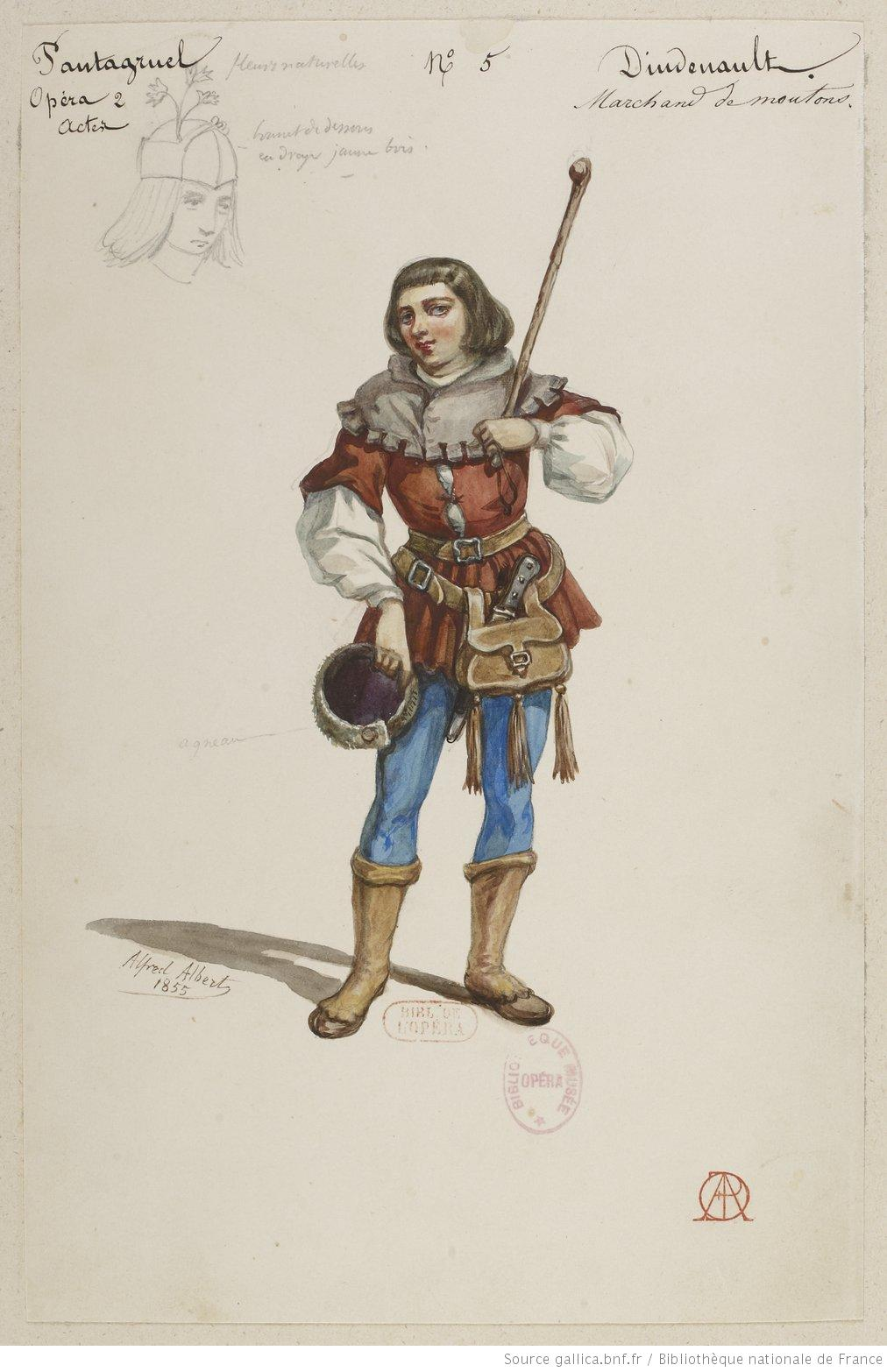
Costume de Dindenault pour Pantagruel, opéra-bouffe en deux actes de 1855 de Théodore Labarre sur un livret d'Henri Trianon.

Au cours du XIXe siècle, plusieurs dramaturges choisissent l'univers rabelaisien, en traduisant souvent davantage l'imaginaire collectif autour de l'écrivain qu'une connaissance réelle de l'œuvre, sans doute parce qu'il annonce la gaîté du spectacle. Ils suivent en cela l'exemple d'André Grétry, auteur d'une comédie lyrique en trois actes de 1785, Panurge dans l'île des lanternes, qui s'avère originale par des motifs orchestraux préfigurant, de manière plus maladroite, l'art de Beethoven. La vie de l'auteur elle-même donne matière à des pièces vaudevillesques, comme Rabelais ou le presbytère de Meudon de Leuven et de Varin, le représentant comme un joyeux curé de village, tandis que le Gargantua ou Rabelais en voyage de Dumersan mêle la biographie fabulée à la fiction romanesque, figurant un écrivain aussi bon vivant que désargenté.
Alfred Jarry écrit avec Eugène Demolder un livret d'opéra-bouffe, sur une musique de Claude Terrasse, intitulé Pantagruel, reprenant divers ingrédients de la geste rabelaisienne (le mariage et les moutons de Panurge, les noms des personnages) en les réarrangeant de manière méconnaissable. Pantagruel, pour obtenir la main de la princesse Allys, fille de Picrochole, part en expédition chercher un manteau fabriqué à partir de la toison d'or. Sa première représentation, en 1911, fut couronnée de succès au Grand Théâtre de Lyon. Il existe en réalité plusieurs versions de ce qui est davantage une recomposition qu'une adaptation,.
À la suite du compositeur Hervé en 1879 ou de Robert Planquette en 1895, Jules Massenet se décida à écrire un Panurge lyrique, sur le motif de l'aventure conjugale déjà parodié dans Grisélidis. Joué une première fois en 1913, après la mort de l'auteur, le récit se construit autour des amours tumultueux de Colombe et du personnage éponyme, volage jaloux et buveur invétéré.
En 1909, Edgard Varèse entreprit la composition d'un poème symphonique basé sur Gargantua. Il venait de rencontrer l'écrivain Romain Rolland, qui partageait son enthousiasme : « Votre Gargantua me paraît un idéal de sujet vivant et populaire (au sens de « tout un peuple »). Mais surtout amusez-vous en l'écrivant. Si vous ne jubilez pas en le faisant, ça n'est pas la peine de le faire. Débarrassez-vous des préoccupations intellectuelles : débordez ! » Le projet n'aboutit pas, ou bien Varèse détruisit sa partition dans les années 1960, mais le compositeur n'en demeurait pas moins un fervent lecteur et admirateur de l'œuvre de Rabelais, comme en témoigne sa correspondance avec Nicolas Slonimsky. Romain Rolland était encore amusé par une coïncidence : dans son roman-fleuve, Jean-Christophe, le héros compose également un poème symphonique intitulé Gargantua.
En 1960, Paul-Baudouin Michel composa son quintette à vents, 5 mouvements (Op. 8), « Hommage à François Rabelais ».
En 1971, Jean Françaix composa Les Inestimables Chroniques du bon géant Gargantua, reprenant de grandes sections du texte de Rabelais pour récitant et orchestre à cordes. Dans le domaine du théâtre, Jean-Louis Barrault réalisa une adaptation de Gargantua et Pantagruel dans un vaste spectacle intitulé Rabelais, créé en 1968 à l'Élysée Montmartre, avec une musique de Michel Polnareff. En 1983, l'écrivaine canadienne Antonine Maillet crée sa pièce Panurge, ami de Pantagruel, qui reprend la trame des romans de Rabelais.

#### Illustrateurs

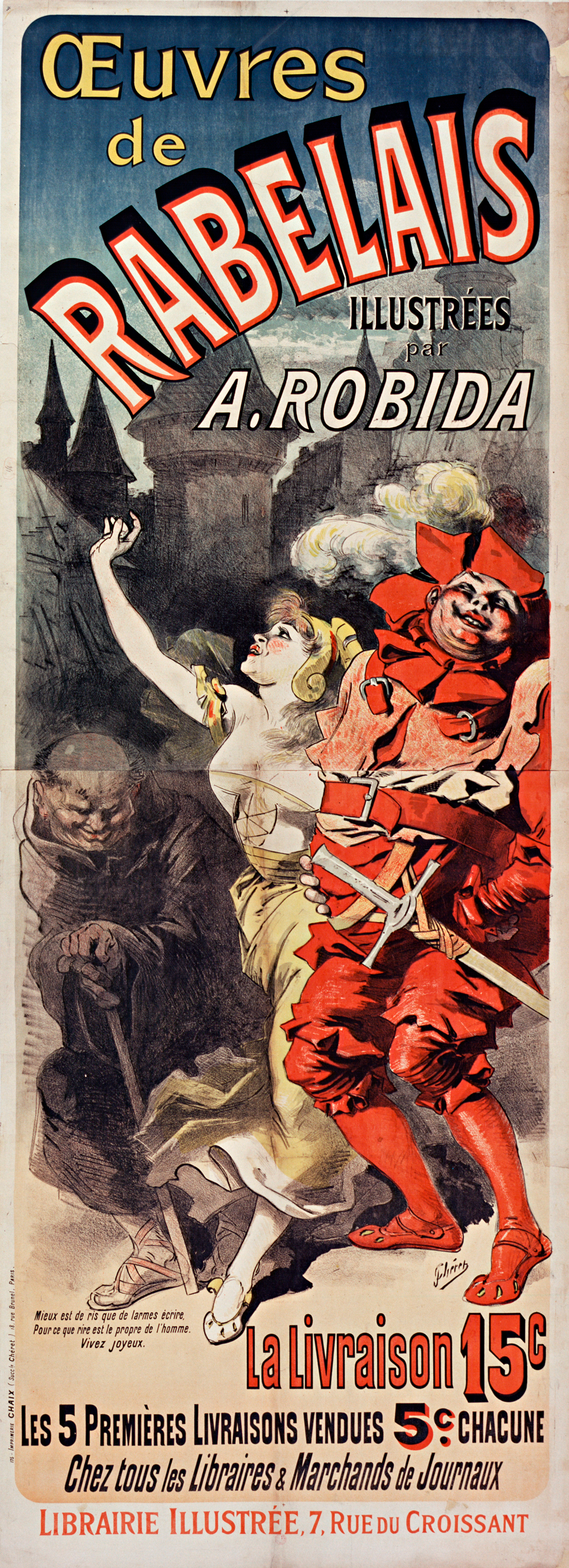
Affiche publicitaire pour l'édition de la Librairie illustrée.

Du vivant de l'auteur, la geste pantagruélique n'a guère inspirée les artistes. Les gravures sur bois qui ornent ses œuvres sont des réemplois sans originalité et parfois sans lien direct avec le texte. Les illustrations commencent à apparaître au XVIIIe siècle avec des tentatives plus ou moins réussies et en 1820 paraît la première édition de Rabelais du XIXe siècle chez Théodore Desoer avec 14 planches hors-texte, dont un portrait de l'écrivain, gravées par Charles Thompson et son élève Madame Bougon d'après les dessins de Victor Adam. La technique de la gravure sur bois de bout était alors une innovation récente. Onze des dessins du texte sont des copies remaniées et allégées de gravures présentes dans la précédente édition de l'œuvre de Rabelais, parue en 1797-1798 chez Ferdinand Bastien.
En 1854, Gustave Doré entreprend une première illustration des œuvres de Rabelais, qui ne s'apparente pas aux éditions littéraires luxueuses qu'il va initier avec La Légende du Juif errant deux ans plus tard. Ce travail se trouve en effet publié dans une collection populaire, en in-octavo, sur du papier de mauvaise qualité, avec toutefois de nombreuses gravures non réutilisées pour l'édition de 1873. Celle-ci, publiée par Garnier Frères, retardée à cause de la guerre franco-prussienne, rejoint en revanche la lignée des fastueux in-folio du graveur.
Relevant le défi de renouveler l'iconographie rabelaisienne, Albert Robida, d'un style plus léger et humoristique, voit sa carrière prendre un tournant grâce au succès de son interprétation parue en 1885 et en 1886 aux Librairies illustrées, la maison de Georges Decaux,. Cette édition des cinq tomes, établie par Pierre Jannet décédé au moment de sa parution, se présente en deux in-folio et comprend 600 dessins dans le corps du texte et 49 planches hors-texte. Son style dynamique s'oppose au statisme de Gustave Doré. Il manifeste un plus grand souci de rendre l'extravagance rabelaisienne et la vraisemblance historique des costumes et de l'architecture, le sens littéraire primant sur l'ensemble. Le foisonnement des détails rappelle les accumulations des romans.
De manière générale, le XXe siècle voit éclore de nombreuses illustrations de Rabelais, avec par exemple les enfantillages de Marcel Jeanjean (1933), les coquines satires de Jacques Touchet (1935) ou les bois de Derain (1943). Attestant de leur poids dans l'imaginaire collectif, les personnages rabelaisiens sont parfois choisis pour eux-mêmes, sans relation avec les romans, comme le montre le Gargantua de Daumier. Pour cette violente caricature de Louis-Philippe interprété en ogre glouton, l'artiste écope d'une peine de six mois de prison.

### La présence de Rabelais dans le patrimoine

#### Rabelais et Montpellier
À l'issue de son doctorat, obtenu lors de son second séjour montpelliérain (mai 1537 - janvier 1538), Rabelais enseigne quelque temps dans l'université. En souvenir de son passage, s'est installée une tradition autour d'une robe rouge qui lui est attribuée : chaque doctorant lui rend hommage le jour de sa thèse. En réalité, avant la Révolution, l'habit rouge est réservé à l'impétrant du baccalauréat médical, qu'il porte pour les cours qu'il donne ensuite aux plus jeunes, le noir étant dévolu au diplôme final.
Dans le jardin des plantes de Montpellier, se trouve une statue de Jacques Villeneuve, inaugurée le 6 novembre 1921. Un buste de Rabelais couronne un mur accolé de deux Hermès et des personnages de la geste pantagruélique, au centre duquel est inscrite l'exhortation « Vivez joyeux ».

#### Rabelais et la Touraine
Le nom de Rabelais revient très souvent dans la région tourangelle : il se trouve ainsi attribué à une rue, au quartier Rabelais, à un collège, aux Rencontres François Rabelais, aux Presses universitaires François-Rabelais, à des enseignes d'hôtels, etc. Non loin de Chinon se trouve également le musée de la Devinière, fondé en 1951 sur le lieu d'enfance de Rabelais réhabilité, à proximité de plusieurs hauts-lieux de la guerre picrocholine comme l'abbaye de Seuilly ou le château de la Roche-Clermaut.

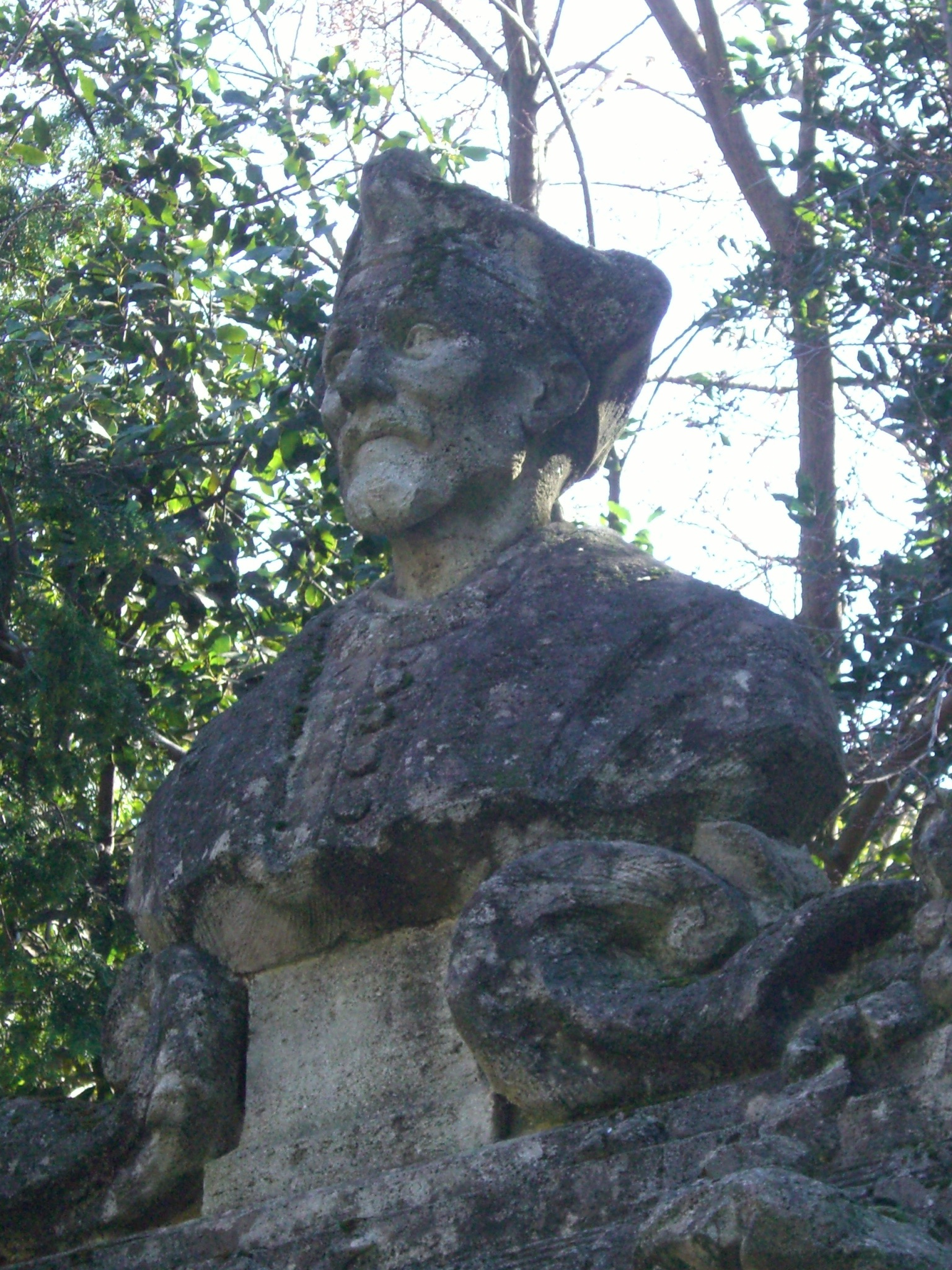
Partie supérieure du monument de Rabelais dans le jardin des plantes de Montpellier.
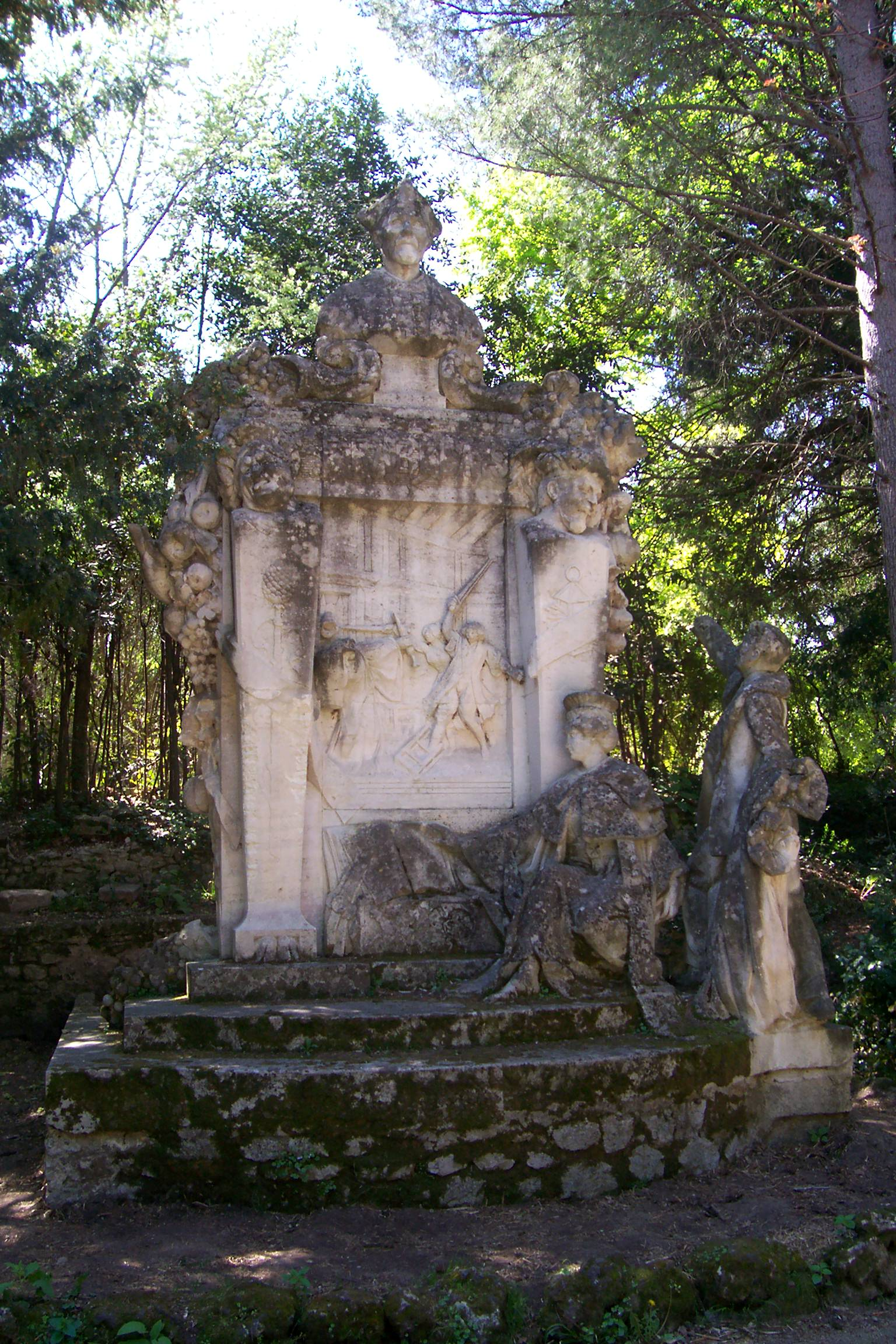
Monument montpelliérain de Jacques Villeneuve vu de face.
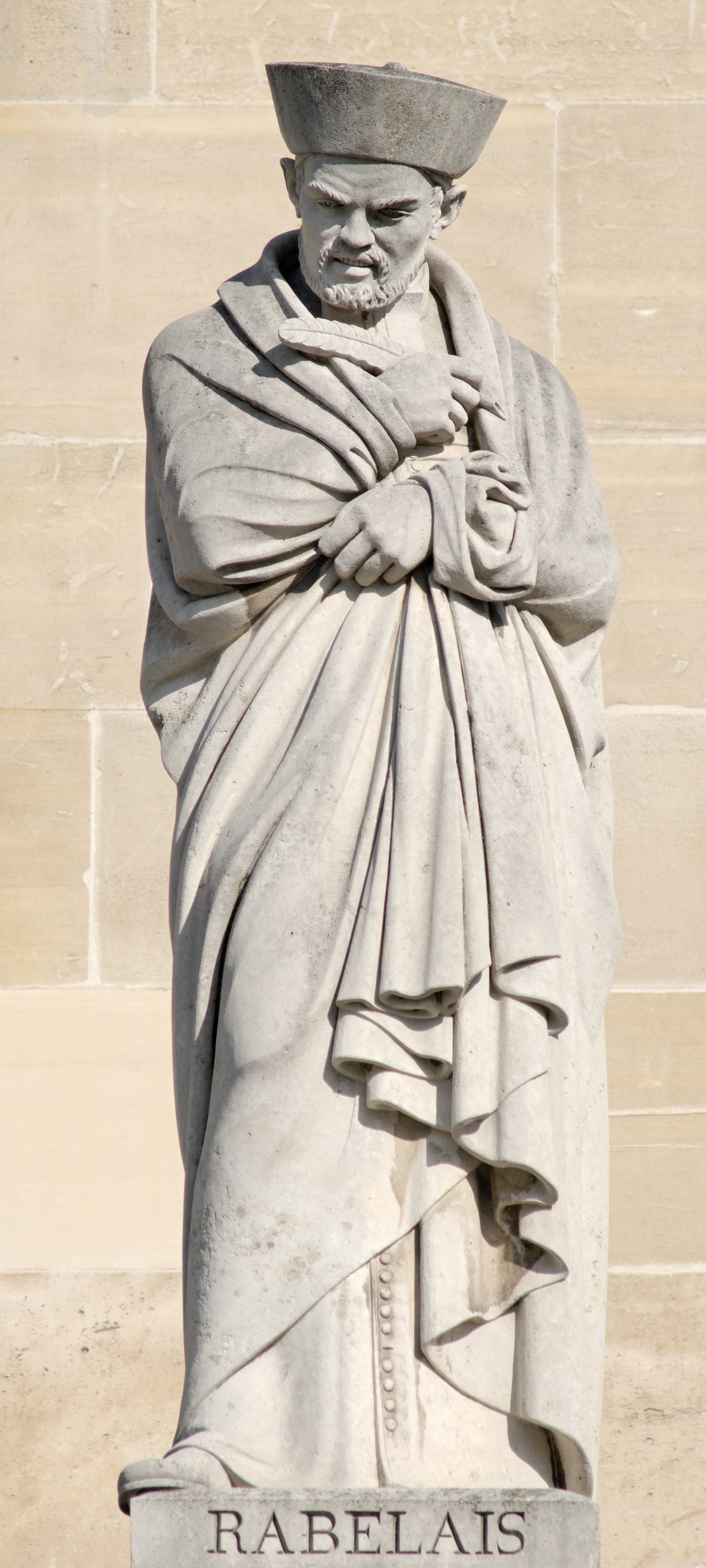
Statue du Louvre par Élias Robert.
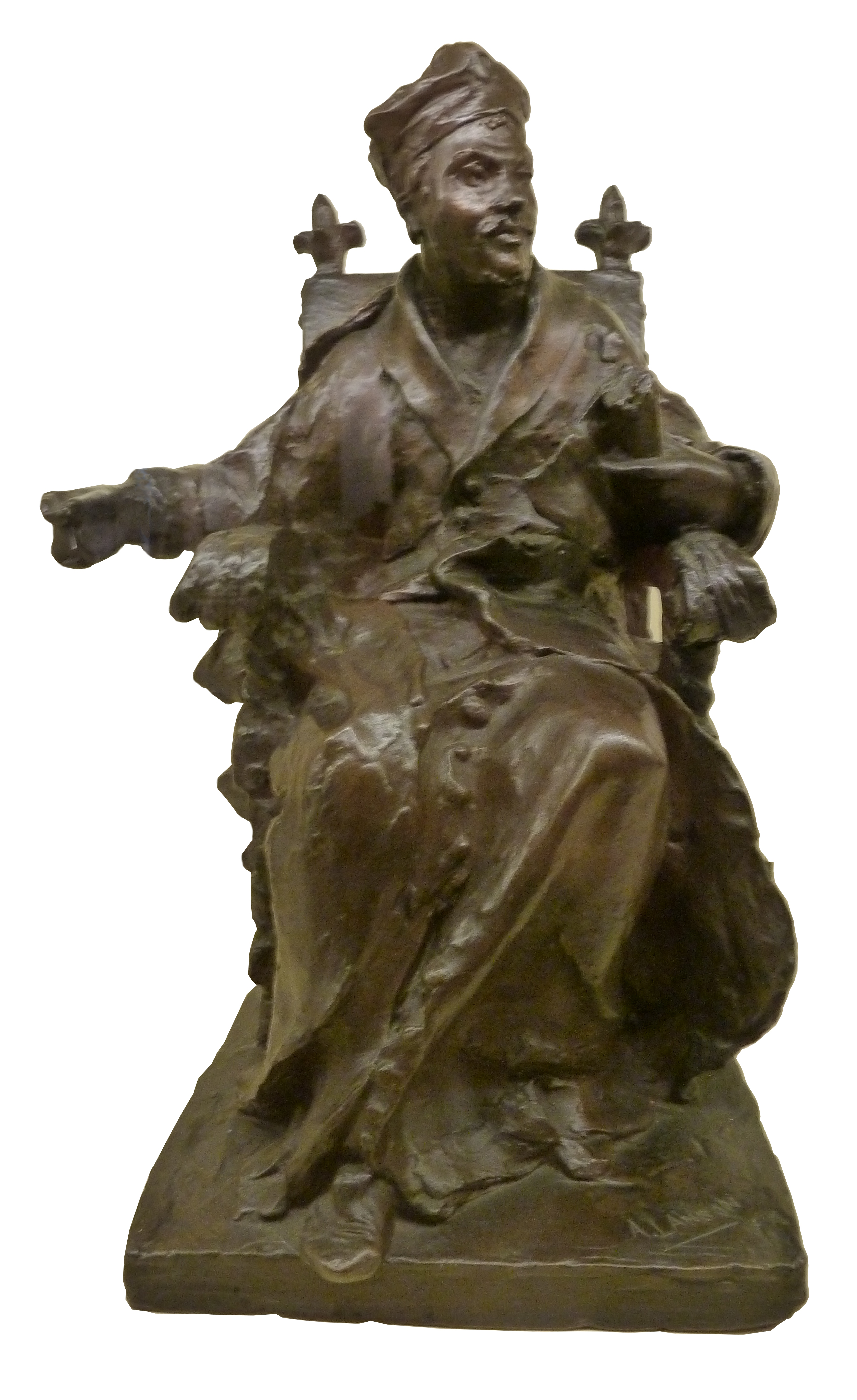
Rabelais assis, coiffé de son bonnet de docteur en médecine, par Alfred-Désiré Lanson.
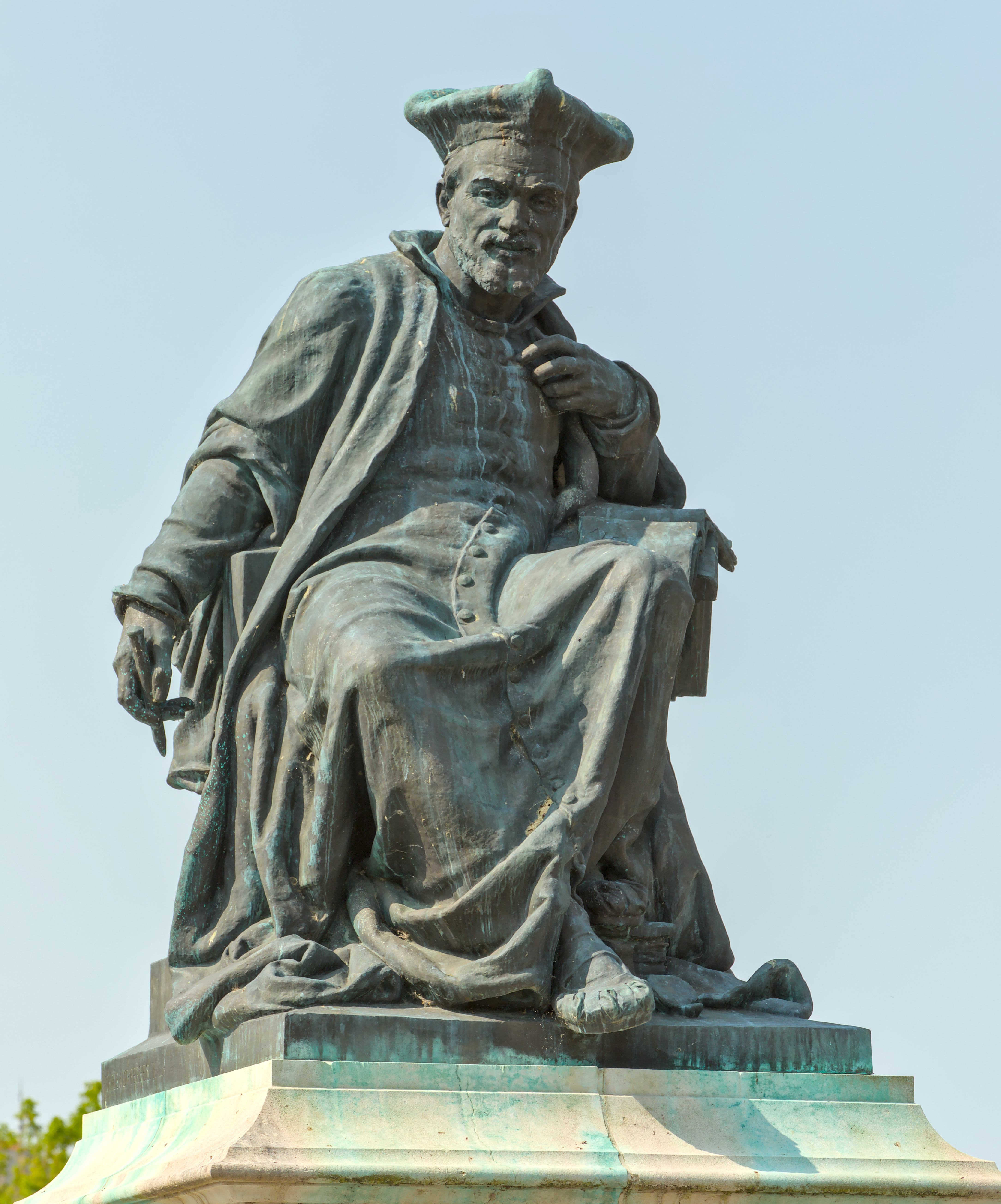
Statue à Chinon d'Hébert fils.
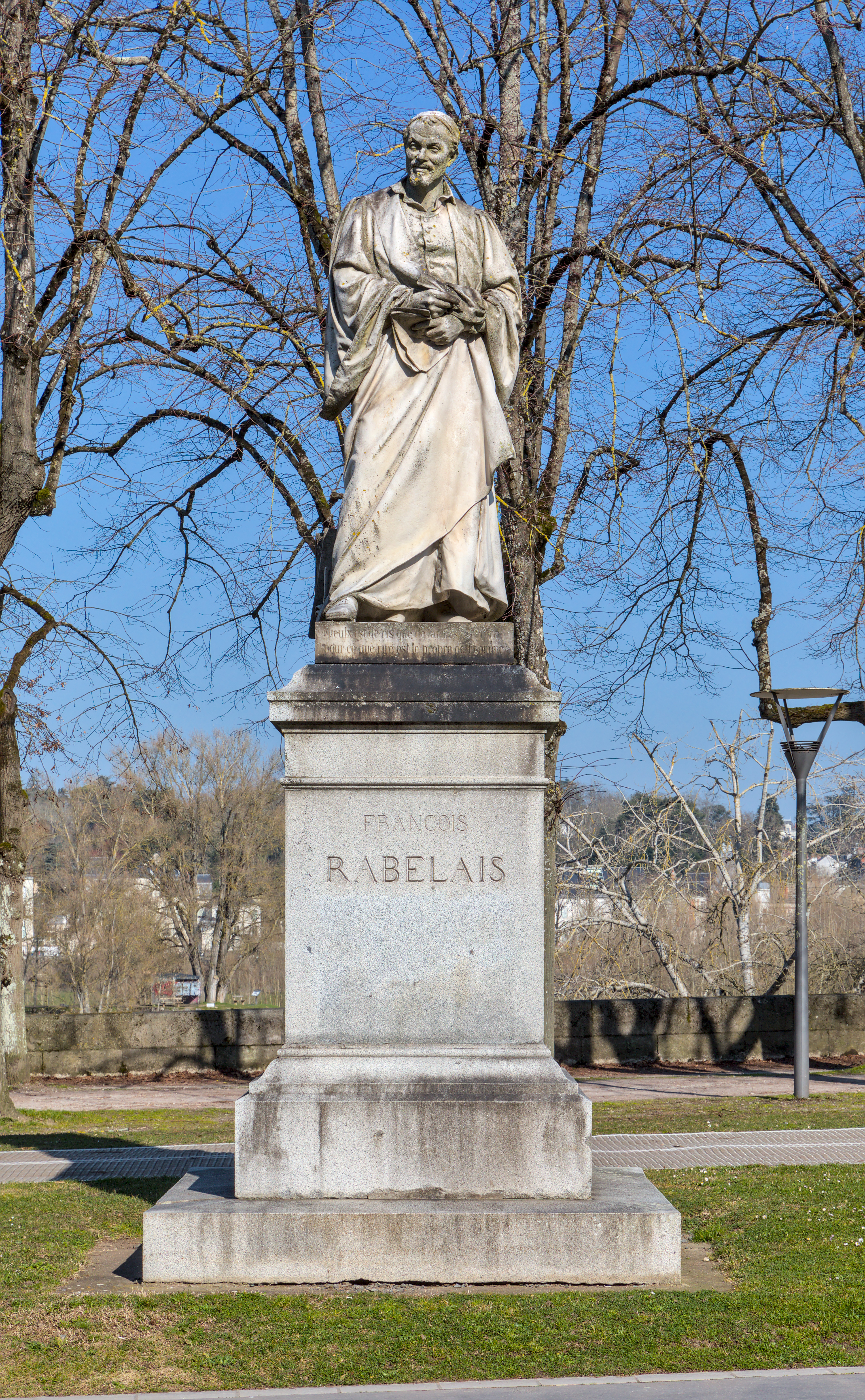
Statue tourangelle de François Rabelais par Henry Dumaige.

### Honneur
L'astéroïde (5666) Rabelais porte son nom.

## Œuvres

### Éditions anciennes

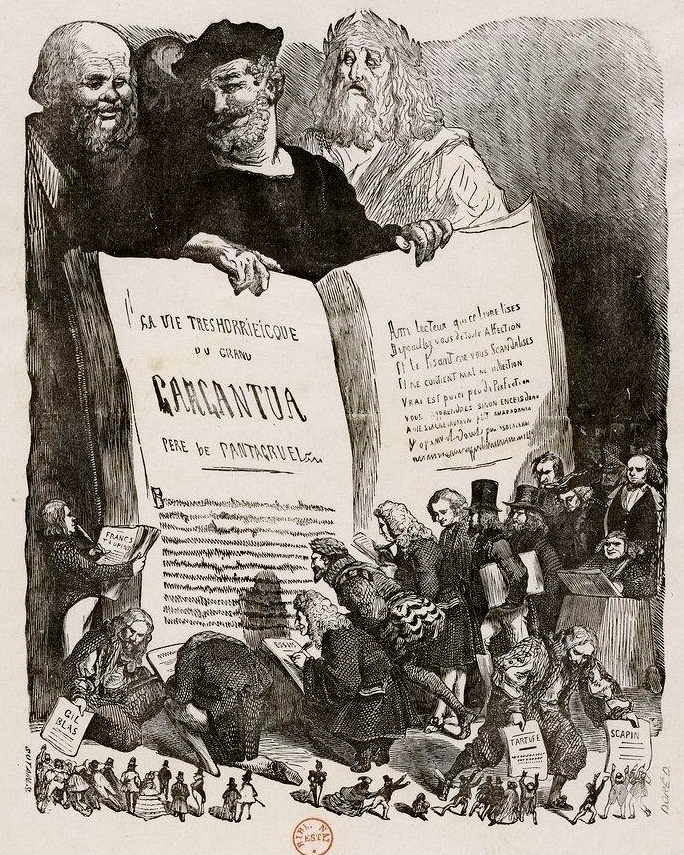
En compagnie d'écrivains anciens et modernes, Rabelais présente son second roman.

Pour l'inventaire et le classement complet des éditions anciennes, voir : R. Rawles et M. A. Screech, A New Rabelais Bibliography : Editions of Rabelais before 1626, Genève, Droz, coll. « Travaux d'humanisme et Renaissance » (no 219), 1987, XVI + 693 p. (présentation en ligne)

#### Pantagruel
- Pantagruel. Les horribles et espoventables faictz et prouesses du tresrenommé Pantagruel Roy des Dispodes, filz du Grand geant Gargantua. Composez nouvellement par maistre Alcofrybas Nasier, Lyon, Claude Nourry, [1532 ?]
- Pantagruel Roy des Dipsodes, restitué à son naturel, avec ses faictz et prouesses espouventables, composez par feu M. Alcofrybas abstracteur de quinte essence, Lyon, François Juste, 1542 (édition corrigée et complétée)
- Pantagruel, fac-similé de l'édition de Lyon, François Juste, 1533, d'après l'exemplaire unique de la bibliothèque royale de Dresde. Introduction de L. Dorez et P.-P. Plan, Paris, 1903

#### Gargantua
- Gargantua [titre réécrit ?], Lyon, François Juste, 1534
- Gargantua. AΓAΘH TYXH. La vie inestimable du grand Gargantua, père de Pantagruel, jadis composée par l'Abstracteur de quinte essence. Livre plein de pantagruelisme, Lyon, François Juste, 1535
- La vie treshorrificque du grand Gargantua, père de Pantagruel, jadis composee par M. Alcofribas abstracteur de quinte essence. Livre plein de Pantagruelisme, Lyon, François Juste, 1542 (édition corrigée et complétée).

#### Tiers Livre
- Tiers Livre des faitz et dictz Heroïques du noble Pantagruel, composez par M. Franç. Rabelais docteur en Medicine, et Calloïer des Isles Hieres. L'auteur susdict supplie les lecteurs soy reserver à rire au soixante et dixhuytiesme livre, Paris, Chrestien Wechel, 1546
- Le Tiers Livre des faictz et dictz Heroïques du bon Pantagruel : Composé par M. Fran. Rabelais docteur en Medicine. Reveu, et corrigé par l'Autheur, sus la censure antique. L'auteur susdict supplie les lecteurs soy reserver à rire au soixante et dixhuytiesme livre, s.l., [Paris, M. Fezandat], 1552 (édition revue et complétée)

#### Quart Livre
- Le Quart Livre des faictz et dictz Heroïques du noble Pantagruel. Composé par M. François Rabelais, Docteur en Medicine et Calloier des Isles Hieres, s.l.n.d., [Lyon, Pierre de Tours, 1548]
- Le Quart Livre des faicts et dits Heroïques du bon Pantagruel. Composé par M. François Rabelais, docteur en Medicine, Paris, Fezandat, 1552
- Le Quart Livre des faictz et dictz Heroïques du bon Pantagruel. Composé par M. Françoys Rabelais, docteur en Medicine, Avec une briefve declaration d'aucunes dictions plus obscures contenues en ce dict livre, Lyon, B. Aleman, 1552

#### Isle Sonnante et Cinsquiesme Livre
- L'Isle Sonnante, par M. François Rabelays, qui n'a point encore esté imprimé ne mise en lumière : en laquelle est continuée la navigation faicte par Pantagruel, Panurge et austres ses officiers. Imprimé nouvellement, s.l., 1562
- Le cinsquiesme et dernier livre de des faicts et dicts Heroïques du bon Pantagruel, composé par M. François Rabelais, docteur en Medecine. Auquel est contenu la visitation de l'Oracle de la Dive Bacbuc, et le mot de la Bouteille (…), s.l., 1564

#### Éditions collectives
- Les Œuvres de M. François Rabelais Docteur en Medicine, contenans la vie, faictz et dicts Heroïques de Gargantua, et de son fils Panurge [sic] : Avec la Prognostication Pantagruéline, s.l., 1553
- Œuvres. Faicts et dis du géant Gargantua et de son fils Pantagruel, avec la Prognostication Pantagruéline, l'épître du Limosin, la Crême philosophale et deux épîtres. Nouvelle édition où on l'a ajouté des remarques historiques et critiques [par J. Le Duchat et B. de La Monnoye], Amsterdam, 1711

### Éditions modernes

#### Éditions séparées
- François Rabelais (édition critique par V. L. Saulnier), Pantagruel, Genève, Droz, coll. « Textes littéraires français » (no 2), 1967 (1re éd. 1946), LIV-265 p.
- François Rabelais (préf. Verdun-Léon Saulnier, texte établi par Ruth Calder ; avec introduction, commentaires, tables et glossaire, par M. A. Screech), Gargantua, Genève, Droz, coll. « Textes littéraires français » (no 163), 1970
- François Rabelais (édition critique par M. A. Screech), Tiers Livre, Genève, Droz, coll. « Textes littéraires français » (no 102), 1964, XXX-473 p.
- François Rabelais (édition critique par R. Marichal), Quart Livre, Genève, Droz, coll. « Textes littéraires français » (no 10), 1967, XXXVIII-413 p.
- Pantagrueline Prognostication, retranscription de Jacques Nassif, préface de Bénédicte Puppinck, Paris, Editions des Crépuscules, 2017

#### Œuvres complètes
- [Huchon 1994] François Rabelais (édition établie, présentée et annotée par Mireille Huchon avec la collaboration de François Moreau), Œuvres complètes, Paris, Gallimard, coll. « Bibliothèque de la Pléiade », 1994, 1801 p., 18 cm (ISBN 978-2-07-011340-8)
- François Rabelais, (édition établie par Guy Demerson et Michel Renaud) Œuvres complètes (édition intégrale bilingue), Paris, Seuil, 1995 et coll. “Points”, 1996-1997, 5 vol. (ISBN-13 978-2020235853)

- François Rabelais (sous la direction de Marie-Madeleine Fragonard, avec la collaboration de Mathilde Bernard et Nancy Oddo), Les Cinq Livres des faits et dits de Gargantua et Pantagruel (édition intégrale bilingue), Paris, Gallimard, coll. « Quarto », 2017, 1656 p. (ISBN 978-2-07-017772-1)

- François Rabelais (sous la direction de Romain Menini, avec la collaboration de Myriam Marrache-Gouraud, Raphaël Cappellen, Claude La Charité et Nicolas Le Cadet), Tout Rabelais (édition intégrale bilingue), Paris, Éditions Bouquins, coll. « La Collection », 2022, 2016 p. (ISBN 978-2-38-292256-9)

## Adaptations, transpositions et réécritures

### Textes para-rabelaisiens
- Fernand Fleuret, Le sixiesme livre des haultz faitz et dictz de Pantagruel, Lucien Boucher (ill.), Epernay, Maison Moët et Chandon, 1933. Rééd, dans L'Année rabelaisienne, no 7, 2023[216].
- Jehan d'Abundance (édité par Guy Demerson et Christiane Lauvergnat-Gagnière), Le Disciple de Pantagruel (les Navigations de Panurge), Paris, STFM, coll. « Société des textes français modernes » (no 175), 1982, 98 p. (ISBN 2-86503-175-6).

- François Rabelais (trad. du tchèque), Traité de bon usage de vin (canular), Paris, Allia, 2009, 2e éd., 48 p. (ISBN 9782844853011, lire en ligne)

### Bande dessinée
- François Rabelais et Dino Battaglia, préface de Denis Baril, Gargantua et Pantagruel, Mosquito, 2001, présentation en ligne.
- Jean-Yves Mitton et Michel Rodrigue, Les truculentes aventures de Rabelais, tome 1 : Salade de spadassins à la Léonard, tome 2 : Fricassée de fripouilles à la Gargantua, Hors collection, 2 vol., 2001-2002.

### Disque audio
- François Rabelais ; voix de Jacques Fabbri, Claude Piéplu et Michel Galabru, Les Mirifiques Aventures de Grandgousier, Gargantua et Pantagruel, Label Disques Adès, 1968